# ФК Палилулац Београд
Палилулац је фудбалски клуб из Београда основан у недељу 15. јуна 1924. године. Сениорска екипа је привремено неактивна од сезоне 2014/15. године, док су млађе категорије клуба (петлићи, пионири, кадети и омладинци) и даље активне и такмиче се у оквиру Фудбалског савеза Београда.
За сезону 2019/20. клуб је активирао први тим који се такмичи у Међуоппштинској лиги Београд. 
Навијачка група се зове „Зелени шкорпиони”.
| КрњачаПалилулацМапа Београда Крњача је градско насеље које се налази у Београдској општини Палилула, на левој обали Дунава. Са Београдом је повезана Панчевачким мостом. |

## Књиге
| '                                                                        | '                                                                    |
| ------------------------------------------------------------------------ | -------------------------------------------------------------------- |
|                                                                          |                                                                      |
| Настанак                                                                 |                                                                      |
| Ориг. наслов                                                             | ФК ПАЛИЛУЛАЦ БЕОГРАД                                                 |
| Аутор                                                                    | Драгутин Веланац Бата                                                |
| Дизајнер корица                                                          | NEW Image д.о.о.                                                     |
| Земља                                                                    | Србија                                                               |
| Језик                                                                    | Српски (ћирилица)                                                    |
| Садржај                                                                  |                                                                      |
| Жанр                                                                     | Спорт (фудбал)                                                       |
| Тема                                                                     | Историја ФК Палилулац, Крњача                                        |
| Место и време радње                                                      | Србија 1924 — 2014.                                                  |
| Издавање                                                                 |                                                                      |
| Издавач                                                                  | NEW Image д.о.о.                                                     |
| Датум                                                                    | новембар 2020.                                                       |
| Број страница                                                            | 137                                                                  |
| Тип медија                                                               | тврд повез                                                           |
| Класификација                                                            |                                                                      |
| ?                                                                        | 978-86-920507-1-8                                                    |
| Хронологија                                                              |                                                                      |
| Наследник                                                                | ФК ПАЛИЛУЛАЦ БЕОГРАД СТОГОДИШЊИ МЛАДИЋ 15. јун 1924. — 15. јун 2024. |
| Монографија је посвећена свима који су допринели успешном развоју клуба. |                                                                      |

| '                                                                        | '                                                                    |
| ------------------------------------------------------------------------ | -------------------------------------------------------------------- |
|                                                                          |                                                                      |
| Настанак                                                                 |                                                                      |
| Ориг. наслов                                                             | ФК ПАЛИЛУЛАЦ БЕОГРАД СТОГОДИШЊИ МЛАДИЋ 15. јун 1924. - 15. јун 2024. |
| Аутор                                                                    | Драгутин Веланац Бата                                                |
| Илустратор                                                               | NEW IMAGE д.о.о.                                                     |
| Дизајнер корица                                                          | NEW IMAGE д.о.о.                                                     |
| Земља                                                                    | Србија                                                               |
| Језик                                                                    | Српски, ћирилица                                                     |
| Садржај                                                                  |                                                                      |
| Жанр                                                                     | Спорт (фудбал)                                                       |
| Тема                                                                     | Историја ФК „Палилулац”, Крњача                                      |
| Место и време радње                                                      | Краљевина Југославија, СФРЈ, Србија, Немачка и Италија 1924 — 2024.  |
| Издавање                                                                 |                                                                      |
| Издавач                                                                  | NEW IMAGE д.о.о.                                                     |
| Број страница                                                            | 863; илустрација; 30 цм                                              |
| Тип медија                                                               | тврд повез (тираж 100 примерка)                                      |
| Превод                                                                   |                                                                      |
| Издавање                                                                 | септембар 2024.                                                      |
| Класификација                                                            |                                                                      |
| ?                                                                        | 978-86-920507-3-2                                                    |
| Хронологија                                                              |                                                                      |
| Претходник                                                               | ФК ПАЛИЛУЛАЦ БЕОГРАД 1924. — 2014.                                   |
| Монографија је посвећена свима који су допринели успешном развоју клуба. |                                                                      |

## Историја
Дана (недеља) 15. јуна 1924. године Гг Бранко Николић Либаде, Бранко Стојановић и браћа Радомир и Славко Марков, власници парне пекаре „СОКО”,  уз подршку и помоћ групе заљубљеника у фудбал основао је Београдски Спортски клуб „Златибор“ у старој кафани „Соколовић“ која се налазила у Београду на углу улица Станоја Главаша и Ратарске (данас: „27. Марта”). За боје клуба и дресова изабрана је зелено-бела боја. Под именом БСК „Златибор“ клуб се такмичио до 1928. године када је променио име у ФК Палилулац на ванредној скупштини клуба 16. септембра.1928. године, али и ако је промењено име клуба, боје су до данас остале исте, препознатљива зелено-бела се није мењала. Највећи предратни успех било је освајање титуле првака Другог разреда 1929. године. На ванредној скупштини Срспког лоптачког савеза (СЛС) Г-дин Бранко Николић Либаде изабран је у управном одбору СЛС.
У Другом светском рату 17 играча и чланова управе клуба изгубило животе учествујући у борби против окупатора. Послератно окупљање догодило се 1948. године у кафани Палилула на углу улице Старине Новака и Кнез Данилове, а „оживљавању“ Палилулца допринели су браћа др Мома и др Аца Кесеровић, Сингер Јовановић, Дуле Живановић „Мучкомозац” и голман клуба Гојко Џепина. Уз присуство г-дина Бранка Николића званог Либаде и Милана Марковића окупили су се стари чланови и пријатељи клуба и том приликом је поново активиран рад Палилулац, а постигнут је договор да се задржи и име клуба, као и препознатљива зелено-бела боја дресова. Од тада се клуб такмичи под окриљем Београдског фудбалског савеза. Палилулца је после Другог светског рата водио г-дин Бранислав Голубовић Голуб који је био један од важнијих људи у историји клуба, а као занимљивост се може навести податак да је њему чак и припадало земљиште на коме се данас налази стадион Палилулца што показује колика је била љубав и посвећеност клубу човека кога су сви звали чика Голуб.
Палилулац је регистрован 1948. године као Спортско друштво у оквиру кога су била спортска друштва-клубови за:

| фудбал | Рукомет | Стони тенис | Стрељаштво | Шах |

Из редова Палилулца потекло је више играча који су се касније афирмисали у клубовима савезних лига, а најпознатији играч из предратног доба био је Александар Петровић Пикавац, који је касније био члан СК Југославија и државни репрезентативац. Једно време је у Палилулцу играо и Благоје Марјановић Моша., као и Бранислав Голубовић Голуб, Љуба Ђорђевић,Хара, браћа др Мома и др Аца Кесеровић и многи други.
У периоду од 1961. до 1965. године Палилулац је најпре самостално (од 1961 до 1963. године), а касније у координацији са Партизаном из Београда био организатор јединог омладинског турнира на овим просторима. На једном од тих турнира за Палилулац заиграо је тада анонимни Драган Џајић који је касније постао фудбалер Црвене звезде. и легенда домаћег и светског фудбала.

- Данашњи изглед Палилулске касине где је 1948. године донете одлука о активирању клуба.
- Бранислав Голубовић и Гојко Џепина
- Срђан Алексић интервенише на утакмици 1949/50. Палилулац — Омладинац 2:0.
- Аца Кесеровић (лево) у продору на утакмици 1955
- Мома Кесеровић у разговору са публиком на полувремену такмице 
1. мај 1955. ФК Палилулац — ФК Бежанија 1:0.
- Гојко Џепина, Златан, чика Голуб и Слободан Мартиновић Шуле. У позадини је аутобус[а] који је превозио играче на тренинге и утакмице 1963. године
Аутобус је полазио из бивше улице „29. новембра” (сада Булевар деспота Стефана) код Ботаничке баште и испред кафане Палилула, на углу улице Старине Новака и Кнез Данилове.

## Веза кафане „Златибор” и Палилулца
Кафана Златибор се налазила у Душановој улици и била је у власништво породице Поповић, чувених Београдских јувелира, златара и часовничара. Кафана је после првог светског рата продата трговцу Младену Комадинићу. 

Кафана „Златибор“ била је један од значајних друштвених и културних центара у Београду током прве половине 20. века. Налазила се у Палилули, једној од најстаријих београдских општина, која је била позната по својој динамичној урбаној и друштвеној сцени.

У кафани „Златибор“ су се окупљали људи различитих друштвених слојева, укључујући интелектуалце, уметнике, политичаре и спортисте. Тиме је кафана постала не само место за дружење, већ и за размену идеја и стварање важних друштвених и културних веза. 

Веза са ФК Палилулац

Кафана „Златибор“ је била место где су се окупљали оснивачи и чланови Фудбалског клуба Палилулац. Током својих оснивачких састанака 1924. године, они су користили простор кафане за разматрање и доношење одлука које су биле кључне за формирање клуба.
Име „Златибор“ је изабрано као одраз природног и културног наслеђа Србије, али и као знак поштовања према месту где су се одржавали важни друштвени састанци. Ова веза између кафане и клуба је дубоко укорењена у историји, иако сам објекат кафане више не постоји.

Мада је кафана „Златибор“ више не постоји, њено наслеђе живи кроз историју ФК Палилулац. Данас, клуб наставља да се такмичи и одржава традицију коју су започели његови оснивачи, који су своје прве кораке направили управо у кафани „Златибор“.

## Заглавље меморандума БСК Златибор из 1924. године
| Из архиве ФК Палилулац |

| У склопу клуба биле су секције: |                     |
|                                 |                     |
| Ногомет Лака атлетика           | Бокс Тешка атлетика |

Најбољи играч био је Велимир Радивојевић. То је један од најбољих нижеразредних лоптача. Милкић је такође одличан играч. Он је једно време био један од најбољих десних крила у Београду.
- БСК Златибор Кошутњак 25.05.1925.
Играчи и чланови управе са породицама.
- БСК Златибор Кошутњак 21.03.1926.
Играчи и чланови управе.
- СК Палилулац, 30-тих година прошлог века. Играло се из љубави.
- Непозната локација и година.

БОКС, недеља 9. јануар 1944. 
Деби боксера из Палилуле
Клубови, односно представници појединих  боксерских секција, тражили су салу за приређивање боксерских борби. Дворана биоскопа „Такова” узета је под закуп и добијено је одобрење, захваљујући заузимању вође секције СК Палилулац, Златку Милосављевићу. Тако је одржан пријатељски Божићни меч између два мала клуба СК Бостон и СК Палилулац.
Ватрено крштење
Новооснована секција Палилулца имала је да издржи прво ватрено крштење са противником који је познат коа врло борбен.

Одличан дух и добар „материјал”

Од седам младих боксера Палилулца неколико већ сада обећавају да би могли да се развију у врло добре борце: Суботић, Соколовић, Скуљан, Николић и Давидовић.

Уводне борбе

Прве борбе дала су два клупска пара СК Палилулца. Прво су се састали Караџић — Вучковић, затим Павловић — Калабић. Први меч завршио се нереше, а у другом је победио Павловић, који је лепо радио.

| Међуклупске борбе            |           |   |              |                            |
| #                            | СК Бостон |   | СК Палилулац | Коментар                   |
| 1.                           | Богојевић | — | Суботић      | нерешено                   |
| 2.                           | Ружановић | — | Сибиновић    | победа нокаутом Ружановића |
| 3.                           | Бабински  | — | Соколовић    | победа нокаутом Соколовића |
| 4.                           | Трајковић | — | Скуљан       | победа Трајковића          |
| 5.                           | Радишић   | — | Петровић     | победа нокаутом Радишића   |
| 6.                           | Вишљић    | — | Николић      | победа нокаутом Николића   |
| 7.                           | Млађан    | — | Давидовић    | победа Млађана             |
| СК Бостон — СК Палилулац 9:5 |           |   |              |                            |

| Мечеве су судили |  | Жири су сачињавало |
| Пејаковић        |  | Шатрић             |
| Огривек          |  | Радосављевић       |
| Жикић            |  | Пејаковић          |
| Поповић          |  |                    |
| Воја Станковић   |  |                    |
| Димитријевић     |  |                    |

Борбе су се одвијале пред пуном салом биоскопа „Таково”

## Спортска географијаБеограда1928. године
Велики и мали клубови, са Дорћола, Славије, Ђерма, Палилуле и свих осталих крајева Београда.
Београд 1928. године имао је преко 250.000 становника, 43 фудбалска клуба, два велика и шест мала игралишта.
Приближна цифра оних који су играли фудбал по клубовима, има око 2.500 фудбалера.
| Игралишта у Београду - СК „Југославија” на Топчидерском брдо - „Соко” у Кошутњаку - „БСК” изнад Топовских шупа - „Чукарички” на Чукарици - „Железничар” у Бари Венецији - „Јадран” на Дунаву близу кланице - „Монплезир” на Дунаву близу града - „Карађорђе” код Вуковог споменика - „Балкан” на Смедеревском ђерму \| Подела клубова према крају у коме је клуб поникао или из кога је краја гро његових играча \| \| \| Дорћол \| Савамала \| \| Јединство, Вардар, Хакоах, Дунав, Шумадија[г], Омладинац, Скардалија \| Железничар, Гвожђар, Карађорђева, Србија[д], Моравац[ђ] \| \| Палилула \| Смедеревски ђерам \| \| БСК, Палилулац, Српски мач[е], Јадран, Милетина \| Балкан, Космај, Тушко \| \| Чубура \| Врачар — Славија \| \| Обилић, Херој, Ускок[ж] \| Југославија, Славија \| \| Ђурђево брдо — Сењак \| Предграђе \| \| Брђанин, Хајдук[з], Спарта, Викторија \| Олимпија, Карађорђе, Душановац, Чукарички \| \| Раднички клубови \| Трговачки клубови \| \| Графичар, Раднички, Слога[и], Борац \| Трговачки подмладак, Адмира, Сенегалац \| \| Војнички \| Остали \| \| Гардист \| Руски СК, Црногорац, БУСК[ј], Соко \| \| Сваки крај Београда осим Теразија имали су своје клубове. \| \| |                                                   |
| Подела клубова према крају у коме је клуб поникао или из кога је краја гро његових играча |                                                   |
| Дорћол | Савамала                                          |
| Јединство, Вардар, Хакоах, Дунав, Шумадија, Омладинац, Скардалија | Железничар, Гвожђар, Карађорђева, Србија, Моравац |
| Палилула | Смедеревски ђерам                                 |
| БСК, Палилулац, Српски мач, Јадран, Милетина | Балкан, Космај, Тушко                             |
| Чубура | Врачар — Славија                                  |
| Обилић, Херој, Ускок | Југославија, Славија                              |
| Ђурђево брдо — Сењак | Предграђе                                         |
| Брђанин, Хајдук, Спарта, Викторија | Олимпија, Карађорђе, Душановац, Чукарички         |
| Раднички клубови | Трговачки клубови                                 |
| Графичар, Раднички, Слога, Борац | Трговачки подмладак, Адмира, Сенегалац            |
| Војнички | Остали                                            |
| Гардист | Руски СК, Црногорац, БУСК, Соко                   |
| Сваки крај Београда осим Теразија имали су своје клубове. |                                                   |

Занимљивости за сезону 1928/29. годину
Цене улазница за првенствене утакмице, 10 динара седишта, 5 динара стајање и 2 динара за децу.
На свим првенственим утакмицама право на бесплатан улаз у игралишту имају по 13 играча и 5 фукционера клубова који играју тог дана.
| Првенствена утакмица Другог разреда група "Сава", 30. септембар 1928. година Стадион: СК Југославија Судија: г. Стокић (Београд) Корнери: 3:2, у корист Чукаричког | Првенствена утакмица Другог разреда група "Сава", 30. септембар 1928. година Стадион: СК Југославија Судија: г. Стокић (Београд) Корнери: 3:2, у корист Чукаричког | Првенствена утакмица Другог разреда група "Сава", 30. септембар 1928. година Стадион: СК Југославија Судија: г. Стокић (Београд) Корнери: 3:2, у корист Чукаричког |
| „Домаћин” | Резултат | „Гост” |
| --- | --- | --- |
| Чукарички, Београд | 3:3 (1:1) | БСК Златибор, Београд |

Четвртак 12. септембар 1929. година, Г. Милан Јовановић пријатељ клуба и љубитељ спорта поклонио је једну нову лопту.

## Заглавље меморандума из 1963. године
| Из архиве ФК Палилулац |

## Награде
| Поводом прославе 50 година Београдског фудбалског савеза (БФС) и Фудбалског савеза Југославије (ФСЈ) клуб је добио златне плакете, и то: Клуб за свој допринос развоју и унапређењу фудбалског спорта. Спортски радници за постизање значајних резултата у развоју и унапређењу фудбала. Бранислав Голубовић Љубинко Марковић Истом приликом додељене су сребрне плакете спорстким радницима и играчима, и то:. Андреја Пфандлер Милан Вукелић Влада Ђорђевић и Милан Марковић ФК Палилулац приредио је свечаност у оквиру прославе 30-годишњице ослобођења Београда и 50-годишњице оснивања клуба и том приликом председник Скупштине општине Палилула г-дин Драгиша Крстић уручио је заслужним радницима признања – плакете, а које су добили: \| Војислав Стаменковић Мирко Радуловић Лимар Драгомир Јовановић проф. Миодраг Здравковић Милош Пејовић Владимир Ђорђевић Др Михајло Томић Беба Боривоје Сундерлић Милош Божић Пика \| \| Др Милан Златановић Рашид Шемсединовић Рале Војин Дворнић Дворна Петар Михајловић Пеки Јован Јефтић Јоле Драгутин Веланац Бата Астерије Филактов Грк Живко Сладојевић Цезар \| |  | Поводом прославе 50. година Београдског фудбалског савеза (БФС)Јубиларна плакета ФСС поводом обележавања 85. година фудбала у СрбијиЗахвалница поводом 100 година постојања ФСБ |
| Војислав Стаменковић Мирко Радуловић Лимар Драгомир Јовановић проф. Миодраг Здравковић Милош Пејовић Владимир Ђорђевић Др Михајло Томић Беба Боривоје Сундерлић Милош Божић Пика |  | Др Милан Златановић Рашид Шемсединовић Рале Војин Дворнић Дворна Петар Михајловић Пеки Јован Јефтић Јоле Драгутин Веланац Бата Астерије Филактов Грк Живко Сладојевић Цезар     |

## Успеси
- Првенства
  -  Сезона 1928/29. година првак Другог разреда — група „Сава”[22]
  -  Сезона 1953/54. година 1953/54.|Други A Разред прешао у I/Б-е Разред[23]
  -  Сезона 1958/59. година Други Ц-е Разред прешао у I/Б-е Разред[24]
    -  Сезона 1962/63. година Први Ц-е Разредa,[25]
    -  Сезона 1963/64. година Први Ц-е Разредa као другопласирани тим, прешао у Другу Београдску лигу Б-е група[26]

  -  Сезона 1964/65. година првак Друге Београдске лиге Б-е групе, прешао у виши ранг Прва Београдска лига[27]
    -  Сезона 1978/79. година Друга Београдске лиге Б-е групе,[28]
      -  у сезони 1980/81. година као трећепласирани тим из Прве „А” Београдске лиге, прешао у јединствену Београдску прву лигу[29]
        - У сезони 1981/82. година као петопласирани тим из Прве Београдске лиге, прешао у Београдску зону[30]

  -  Сезона 1985/86. година првак Прве Београдске лиге, прешао у виши ранг Београдска зона.[31]
  -  Сезона 1987/88. година првак Прве Београдске лиге, прешао у виши ранг Београдска зона.[32]
  -  Сезона 1994/95. година првак Београдске зоне, прешао у виши ранг Српска лига — „Север”.[33]
  -  Сезона 1995/96. година првак Српске лиге — „Север”, прешао у виши ранг Друга лига — „Исток”.[34]
  -  Сезона 2005/06. година првак Београдске зоне, прешао у виши ранг Српска лига Београд.[35]
- Куп
  - Београда
    -   јуна 1966. године у финалу изгубили од ПКБ-а из Падинске Скеле са 1:0 на стадиону БАСК-а
    -  24. октобра 1994. године у финалу савладан Железник са 2:1 на стадиону Хајдука[36]
    -  14. октобра 1995. године у финалу савладана Сремчица на стадиону Рада[37]
    -   октобра 1996. године у финалу изгубили од БСК из Батајнице на стадиону Трудбеника.
    -  24. јуна 2001. године у финалу изгубили од Младог Обилића Архивирано на веб-сајту  (2. јул 2021) из Београда са 3:1 на стадиону Рада[38]
    -  15. јуна 2011. године у финалу изгубили од Шумадије из Јагњила са 3:0 на стадиону Срема из Јакова[39]

  -  општине Палилуле 1967. године

## Занимљивости
- Највећа гол разлика била је у сезони 1963/64. 98 гола
110 дато, а прумљено 12 гола.
- Највећа победа код куће: 23:0 против Дунава, Велико Село, 10. oktobra 1963.
- Највећа победа у гостима: 10:0 против Дунава, Велико Село, 26. априла 1964.
- Највећи пораз код куће: 1:9 против Младости, Апатин 8. новембра 1998.
- Највећи пораз у гостима: 10:1 против СК Славија, Београд, Први „А” разред 12. марта 1939. године
- Највећа посета 2.000 посетилаца на утакмици Београдске зоне 1994/95.
  - Коло: 20. 12. марта 1994. ПалилулацРаднички (Обреновац) 4:1 и
  - Коло: 32. 21. маја 1995. ПалилулацМладост (Умчари) 1:0

- Највећа посета, Београдска зона у сезони 1994/95. 8.950 просек по утакмици (18) 497 гледалаца.
- Највише утакмица, 402, одиграно 1952—1970.
- Највише постигнутих голова, 848, 1952—1970.
- Највише постигнутих голова у једној сезони 101, Београдска зона 1994/95.
- Највише освојених бодова, 472 2000—2010.
- Од 1952. до 2014. године Палилулац је играо са 150 различитих клубова, остварио 39 различита резултата и одиграо 1.475 утакмица, само у првенствима.
- И пионири Палилулца су поставили рекорд, победом против Арсенала из Београда 24:0. Утакмица играна у Крњачи у суботу 6. маја 2006.
- Омладинци ФК Палилулац, годину дана без иједног пораза.
  - У недељу 7. октобра 2018. омладинци су славили мали јубилеј нису поражени читавих годину дана.
Последњи пораз био је 7. октобра 2017. године. Утакмицу су играли на Карабурми против Београда.
Од тада нису изгубили ни једну утакмицу, већ су низали само победе.

| Стоје: Алекса Павловић, Бобан Здравковић, Јован Аћимовић, Петар Дијанац, Александар Грујић, Милош Боровчанин, Лазар Павловић, Александар Вукајловић, Жарко Лукић, Мића Милојевић, Иван Милутиновић (тренер), Србољуб Лукић, Дејан Данојлић (председник); Чуче: Давид Анђелић, Марко Танасић, Огњен Боровчанин, Миша Лазаров, Данило Ћурчић, Марко Санковић | Пионири који су остварили рекордну победу 24:0, против ФК Арсенал из Београда 6. маја 2006. |

## Приходи
Дотације од стране СОФК-е Палилула, новац од продатих улазница, приход од кафане на стадиону, чланарине и добровољни прилози.
Палилулац има прилично земљишта око свог игралишта и на том земљишту гајио је кукуруз који је касније продавао.

## Прославе оснивња клуба
Јун је месец оснивања клуба и славимо га сваке године са поносом.

## Стадион
|  |  |

|                                       | \| Носилац правилника \| Ширина \| Дужина \| \| ФИФА (национална првенства) \| 45 — 90 м \| 90 — 120 м \| \| ФИФА (интернационални сусрети) \| 64 — 75 м \| 100 — 110 м \| \| УЕФА (УЕФА Лига шампиона- по групама) \| 68 — 75 м \| 105 — 110 м \| |             |
| Носилац правилника                    | Ширина | Дужина      |
| ФИФА (национална првенства)           | 45 — 90 м | 90 — 120 м  |
| ФИФА (интернационални сусрети)        | 64 — 75 м | 100 — 110 м |
| УЕФА (УЕФА Лига шампиона- по групама) | 68 — 75 м | 105 — 110 м |

| Мурал амблема на зиду зграде у Крњачи. | Мурал амблема на зиду у канцеларији у Крњачи.Осликао Реља Јовановић. |

Палилулац има игралиште у Крњачи травнати терен, димензије 110X60 метара, је регистрован у I категорију и два травната терене за тренинге.

Фудбалски клуб је пре Другог светског рата имао игралиште нешто северније од старог кошаркашког игралишта ОКК Београд у улици Здравка Челара. Г-дин Бора Илић, први потпреседник, је 1934. године уступио клубу земљиште за изградњу игралишта у Гробљанској улици крај Чупићеве циглане.
 
Нешто сакупљањем чланарина и добровољног прилога, а нешто и дотацијом СОФК-е Палилула, изграђен је терен и најзад добијен „кров над главом”.
Травнати терен изграђен је 1963. године и био је међу првим травнатим теренима нижеразредних клубова у Београду.
„Царство” Палилулца се налази у живописном пределу. Са обе стране терена је шума, која крије своје миљенике од врућине и пружа им изврсне услове за игру.Тешко је описати лепоту овог краја, краја који би зажелели многи поклоници фудбала.
Реконструкција игралишта, по урбанистичком плану, урађена је 1973. године. Игралиште је подигнуто како га вода не би више плавила и постављене су трибине за неколико хиљада гледалаца.
Своје домаће утакмице клуб игра на стадиону у Крњачи. Уз главни терен налазе се трибине капацитета око 1.500 места.
Игралишта на којима је играо (од 1948. године до 1963. године) Палилулац као домаћин док није изградио свој стадион:
- Шумадије, игралиште се налазило између Дунав станице и Луке Београд
- Хајдука, са Лиона
- Братства, Крњача
- Поштара данас је ту хала Александар Николић
- Омладински стадион (помоћни терен) Карабурма
- Чукаричког, Баново брдо
- Радничког (помоћни терен), док је био на Дорћолу
- Полета

## Пријатељи клуба
Пресудну улогу у стварању породичне атмосфере у клубу и око њега имали су клупски доброчинитељи којима је Палилулац био други дом.
     Овом приликом треба поменути Мирка Радуловића Лимар, Мирка Кројача, М. Стаменковића Цуја, Миодрага Тодоровића Тоша, Владу Ђорђевића Гица, Милош Божића Пика, Саву Драговића, Растка Спасића, Голубичића, Миту Стојковића, Дулета Михаљчића, Ратка Петковића, Граду Газдића, Саву Мартиновића, Сашу Јакшић. И многи други пријатељи који су помагали клуб.

     Душан Богојевић заслужан је за изградњу нове зграде (која је завршена 1997. године), а Милорад Стојадиновић  Миша Шкорпион и Астерије Филактов Грк опремили зграду намештајем.
Добротвори
| Др Драгослав Ј. Поповић, санитарни бригадни генерал |  | 1928. године - Др Драгослав Ј. Поповић, санитетски бригадни генерал - Госпођа Милица Милосављевић, - Зоран Стојановић, ђак - Жика Србић, предузимач |

     Г. Љубомир Перић власник фирме „Дорћол промет” финасијски је помагао ФК Палилулац и запошљавао играче клуба, 30-тих година прошлог века.
Приложници СК Палилулац 
     СК Палилулац је ових дана мало „опоравио” своју мршаву нижеразредну благајну. Захваљујући неколицини својих чланова клуб је дошао до извесне суме новца, која му је у овим данима веома потребна. Тако су утемељачи клуба браћа Радомир и Славко Марков, власници парне пекаре „СОКО”, приложили 10.000 динара, а почасни чланови Ксавер Загоршек и Артемије Попазов, директори исте пекаре по 500 динара. Сава Бабић трговац приложио је 1.000 динара
Свечаност СК Палилулац, недеља 9. јануар 1944 
     Код кафане „Сунце” била велика свечаност СК Палилулац. Преко шездесет званица, са члановима свих секција клуба, саслушало је пажљиво Љубишу Радивојевића, члана управе, који је изнео кратку историју Палилулца и садашње напоре клуба.
     — „Ми нећемо само да играмо футбал и да правимо једностране футбалере који, ради тога, занемарују своју будућност. Ми хоћемо да се постарамо и за будућност наших играча, да имају службу, да у клубу осете свога пријатеља који ће им притећи у помоћ. Једном речи: СК Палилулац треба да буде права спортска задруга”...
     Председник клуба Бранко Николић Либаде (благјник Апелационог суда и Београског лоптачког потсавеза) поздравио је присутне претставнике власи, БЛП-а Лазара Нововића, СЛС-а Јована Губеринића, секције судуја Ђоку Пилиповића, добротворе клуба, преставнике штампе и  објавио је на овом скупу, да су клубу приложили као помоћ:
- Браћа Славко и Радомир Марков,
 власници парне пекаре „Соко” 10.000 динара
- њихов директор Артемије Попазов 5.000
- Сава Бабић, винарски трговац 5.000
- Душан Пешић, трговац 5.000
- Драган Радосављевић, књижар 3.000
- Јован Губеринић, књижар 2.500
- Божа Кесеровић, трговац 3.000
- Алексић, хлебар 2.000
- Предраг Ђорђевић, индустријалац 3.000
- Мића Лазић, трговац 2.500
- Сава Латинчић 2.000
- Влада Недељковић, трговац 1.000
- Бранислав Петровић, трговац 1.000
- Каракашевић, шеф општинских добара 1.000
- Златко Милосављевић, вођа секције „Бокс” 1.500

     После заиста лепе закуске и још лепшег расположења уз песму, одржано још неколико говора и тиме је закључена једна пријатна и корисна манифестација клуба будућности СК ПАЛИЛУЛАЦ (15. јун 2024. прославио 100 година постојања).

## Породична љубав према клубу
Причати о Палилулцу значи споменути и Милана Марковића дугогодишњег играча и члана Управе. Мало је оних који су у клубу били од оснивања и који су у његову историју уградили део свог живота, такав је био управо Милан Марковић који је са 80 година срцем још увек био у Палилулцу, а колико му је здравље дозвољавало вршио је и дужност благајника. Мали куриозитет представља и то да се у Управи клуба налазио и његов син Љубинко Марковић, који је такође до краја живота био везан за Палилулац.

У оквиру ове приче сећамо се и Боже Божиновића који је био тренер и члан Управе, а за клуб је играо и његов син Ненад Божиновић Нена и рођак Мита Ристић Бакалин који је био у Управи клуба. Затим ту је легенда Палилулца чика Бранислав Голубовић Голуб који је био играч, тренер и дугогодишњи председник клуба, имао је пуну подршку сина Горана и супруге Каће. Растко Спасић који је провео 28 година у Палилулцу, а био је и стручни сарадник у Фудбалском савезу Београд. Прича не би била комплетна без Ђорђа Радаковића који је у клубу обављао разне функције чак у својој 80-тој години живота. Треба поменути и Ивана Ватовеца Џине дугогодишњег фудбалера, тренера и члана Управе Палилулца који је био селектор омладинских и пионирских селекција Београда. Праунук Бранка Николића Либаде Ђорђе Лоцић игра за први тим Палилулца. Традицију љубави према клубу наставили су председник клуба Дејан Данојлић и син Драгољуб као играч првог тима. Андрија Пфандлер који је био тренер 60-тих година и његов унук као првотимац 2002. године. Затим Мирко Лутовац који је био играч 2000. и тренер 2019. и његов брат Стефан Лутовац који је играо 2019. године

А када један клуб има такве спортске раднике, може ли се икада угасити и престати да постоји? Одговор је једноставан и говори о томе да се љубав према клубу може преносити са колена на колено и да се због тога не може угасити нити да такав клуб може нестати са фудбалске сцене, а управо је прави пример за то Палилулац.

## Грб кроз историју клуба
| Грбови ФК Палилулац Крњача Београд | Грбови ФК Палилулац Крњача Београд | Грбови ФК Палилулац Крњача Београд | Грбови ФК Палилулац Крњача Београд |
| ---------------------------------- | ---------------------------------- | ---------------------------------- | ---------------------------------- |
|                                    |                                    |                                    |                                    |
| 1928 — 1993.                       | 1993 — 2007.                       | 2007 — 2014.                       | од 2014. —                         |

## Дресовикроз историју клуба
| Дресови ФК Палилулац Крњача Београд | Дресови ФК Палилулац Крњача Београд | Дресови ФК Палилулац Крњача Београд | Дресови ФК Палилулац Крњача Београд | Дресови ФК Палилулац Крњача Београд | Дресови ФК Палилулац Крњача Београд | Дресови ФК Палилулац Крњача Београд |
| ----------------------------------- | ----------------------------------- | ----------------------------------- | ----------------------------------- | ----------------------------------- | ----------------------------------- | ----------------------------------- |
| · 1925/26.                          | · 1932/33.                          | · 1952.                             | · 1948—1952.                        | · 1952—1956.                        | · 1956—1963.                        | · 1963—1993.                        |

|  | · 1952—1993. | · 1993.—2015. | · 1993—2015. | · 2015—2019. · | · 2019.— | · 2019.—(*) | Јубиларни дрес |

    Када је Палилулац био гост на утакмици: 1952—1993., 1993—2015.и  2019.—(*)

## Галерија пехара
- Пехар за друго месту на турниту у Фиренци, Италија
Јун 1967.
- Милан Вукелић голгетер турнира са 4 гола, Фиренци Италија 1 - 11 јуна 1967
- Омладинци, за прво место
2017/18.
- Пехар првака Ветерана за сезону 2023/24.

## Београдски лоптачки подсавез
Београдски лоптачки подсавез основан је 12. марта 1920. године. Одигравање првенствених утакмица отпочело је 4. априла 1920. године. У том првенству, које се играло само пролећна полусезона, учествовало је пет београдских клубова сврстаних у Први Разред 
| Спорт          | Фудбал                                |
| Основана       | 12. март 1920.                        |
| Број тимова    | 4/5 (Српски мач одустао од такмичења) |
| Држава         | Краљевина Југославија                 |
| Република      | Србија                                |
| Степен         | 1                                     |
| Тренутни првак | БСК Пролећна сезона 1920.             |

| Сезона 1920. Разред само пролећна сезона | Сезона 1920. Разред само пролећна сезона | Сезона 1920. Разред само пролећна сезона | Сезона 1920. Разред само пролећна сезона | Сезона 1920. Разред само пролећна сезона | Сезона 1920. Разред само пролећна сезона | Сезона 1920. Разред само пролећна сезона | Сезона 1920. Разред само пролећна сезона | Сезона 1920. Разред само пролећна сезона | Сезона 1920. Разред само пролећна сезона | Сезона 1920. Разред само пролећна сезона |
| М                                        | Клуб                                     | Одиг                                     | Поб                                      | Нер                                      | Пор                                      | ДГ                                       | ПГ                                       | ГР                                       | Бод                                      |                                          |
| ---------------------------------------- | ---------------------------------------- | ---------------------------------------- | ---------------------------------------- | ---------------------------------------- | ---------------------------------------- | ---------------------------------------- | ---------------------------------------- | ---------------------------------------- | ---------------------------------------- | ---------------------------------------- |
| 1.                                       | БСК                                      | 3                                        | 3                                        | 0                                        | 0                                        | 11                                       | 0                                        | 11                                       | 6                                        |                                          |
| 2.                                       | СК Југославија                           | 3                                        | 2                                        | 0                                        | 1                                        | 7                                        | 3                                        | 4                                        | 4                                        |                                          |
| 3.                                       | БУСК                                     | 3                                        | 1                                        | 0                                        | 2                                        | 1                                        | 3                                        | -2                                       | 2                                        |                                          |
| 4.                                       | Соко                                     | 3                                        | 0                                        | 0                                        | 3                                        | 1                                        | 14                                       | -13                                      | 0                                        |                                          |
| 5.                                       | Српски мач                               | Одустао од такмичења.                    | Одустао од такмичења.                    | Одустао од такмичења.                    | Одустао од такмичења.                    | Одустао од такмичења.                    | Одустао од такмичења.                    | Одустао од такмичења.                    | Одустао од такмичења.                    |                                          |

## Резултати Првог тима

### За сезоне 1926/27 — 1952.
| Сезона     | Лига                       | М      | Одиг | Поб | Нер | Пор | ДГ  | ПГ  | ГР  | Бод | Коментар                       | Првак                          |
| 1926/27.   | Трећи Разред               | 10     | 22   | 5   | 5   | 12  | 33  | 38  | -5  | 15  | као Златибор                   | Србија                         |
| 1927/28.   | Трећи Разред група „Дрина” | 2      | 10   | 6   | 2   | 2   | 27  | 15  | 12  | 14  | као Златибор                   | Чукарички                      |
| 1928/29.   | Други Разред група „Сава”  | 1      | 12   | 7   | 4   | 1   | 20  | 16  | 4   | 18  | као Палилулац                  | Палилулац                      |
| 1929/30.   | Други Разред група „Сава”  | 7      | 14   | 3   | 2   | 9   | 20  | 35  | -15 | 8   |                                | Спарта, Зем                    |
| 1930/31.   | Други Разред група „Сава”  | 3      | 7    | 4   | 1   | 2   | 18  | 12  | 6   | 9   | Пролеће, првенство обустављено | Пролеће, првенство обустављено |
| 1931/32.   | Други Разред група „Сава”  | 7      | 14   | 3   | 4   | 7   | 24  | 31  | -7  | 10  |                                | Чукарички                      |
| 1932/33.   | Други Разред група „Сава”  | 2      | 18   | 9   | 4   | 5   | 36  | 21  | 15  | 22  |                                | Ускок                          |
| 1933/34.   | Први „Б” Разред            | 3      | 18   | 10  | 3   | 5   | 39  | 28  | 11  | 23  |                                | Јединство, Бгд                 |
| 1934/35.   | Први „Б” Разред            |        |      |     |     |     |     |     |     |     | Прекид првенства               | Прекид првенства               |
| 1935/36.   | Први „Б” Разред            | 3      | 18   | 11  | 2   | 5   | 39  | 28  | 11  | 24  |                                | Чукарички                      |
| 1936/37.   | Први „Б” Разред            | 2      | 18   | 13  | 0   | 5   | 58  | 24  | 34  | 26  |                                | Ел. Цен                        |
| 1937/38.   | Први „Б” Разред            | 4      | 18   | 8   | 4   | 6   | 35  | 29  | 6   | 20  |                                | Борац, Бгд                     |
| 1938/39.   | Први „А” Разред            | 9      | 18   | 5   | 3   | 10  | 28  | 53  | -25 | 13  |                                | Митић, Бгд                     |
| 1939/40.   | Први „А” Разред            | 4      | 18   | 10  | 1   | 7   | 48  | 18  | 30  | 21  |                                | Спарта, Бгд                    |
| 1940/41.   | Први „А” Разред            | 4      | 10   | 5   | 3   | 2   | 25  | 16  | 9   | 13  | само јесењи део                | само јесењи део                |
| 1941/42.   | Први Разред                | 7      | 12   | 1   | 1   | 10  | 13  | 39  | -26 | 3   |                                | Балкан, Бгд                    |
| 1942/43.   | Први Разред                | 3      | 10   | 4   | 2   | 4   | 13  | 12  | 1   | 10  |                                | Сењак, Бгд                     |
| 1943/44.   | Први Разред                | 2      | 7    | 5   | 0   | 2   | 16  | 13  | 3   | 10  | Само јесењи део                | Само јесењи део                |
| 1944—1948. |                            |        |      |     |     |     |     |     |     |     | Палилулац није учествовао      | Палилулац није учествовао      |
| 1948/49.   | Трећи Разред               | 4      | 14   | 7   | 2   | 5   | 44  | 24  | 20  | 16  |                                | Душановац, Бгд                 |
| 1950.      | Први Разред                | 4      | 9    | 4   | 1   | 5   | 18  | 19  | -1  | 9   | Само јесењи део                | Сењак, Бгд                     |
| 1951.      | Први Разред                | 10     | 22   | 5   | 4   | 13  | 31  | 63  | -32 | 14  | Пролеће — јесен                | Будућност, Зем                 |
| 1952.      | Други „Ц” Разред           | 2      | 14   | 10  | 3   | 1   | 41  | 18  | 23  | 23  | Пролеће — јесен                | Братство, Крњ                  |
| Укупно     | Укупно                     | Укупно | 303  | 125 | 51  | 118 | 626 | 552 | 74  | 321 |                                |                                |

Квалификација за улазак у Први разред за сезону 1929/30. (сезона 1928/29.) година
| 1. септембар 1929. година Стадион: СК Југославија у 8:00 часова Публике око 1.000 „душа”. Судија: г. Горанић (Београд) Корнери: 10:1, у корист Палилулца | 1. септембар 1929. година Стадион: СК Југославија у 8:00 часова Публике око 1.000 „душа”. Судија: г. Горанић (Београд) Корнери: 10:1, у корист Палилулца | 1. септембар 1929. година Стадион: СК Југославија у 8:00 часова Публике око 1.000 „душа”. Судија: г. Горанић (Београд) Корнери: 10:1, у корист Палилулца |
| „Домаћин” | Резултат | „Гост” |
| --- | --- | --- |
| Палилулац, Београд | 1:2 (1:1) | Графичар, Београд |

| 8. септембар 1929. година Стадион: СК Југославија у 8:00 часова Судија: г. Милан Николић (Београд) | 8. септембар 1929. година Стадион: СК Југославија у 8:00 часова Судија: г. Милан Николић (Београд) | 8. септембар 1929. година Стадион: СК Југославија у 8:00 часова Судија: г. Милан Николић (Београд) |
| „Домаћин”                                                                                          | Резултат                                                                                           | „Гост”                                                                                             |
| -------------------------------------------------------------------------------------------------- | -------------------------------------------------------------------------------------------------- | -------------------------------------------------------------------------------------------------- |
| Графичар, Београд                                                                                  | 1:0 (1:0)                                                                                          | Палилулац, Београд                                                                                 |

Графичар, Београд се квалификовао у Први разред за сезону 1929/30.

### За сезоне 1952/53 — 1969/70.
| Сезона   | Лига             | М  | Одиг | Поб | Нер | Пор | ДГ  | ПГ  | ГК    | Бод | Бр. Глед. | Првак          |
| 1952/53. | Први „Б” Разред  | 10 | 18   | 3   | 2   | 13  | 27  | 53  | 0.509 | 8   |           | Графичар, Бгд  |
| 1953/54. | Други „А” Разред | 2  | 22   | 16  | 3   | 3   | 59  | 23  | 2,565 | 35  |           | Палилулац, Крњ |
| 1954/55. | Први „Б” Разред  | 7  | 22   | 7   | 7   | 8   | 36  | 43  | 0,837 | 21  |           | Синђелић, Бгд  |
| 1955/56. | Први „Б” Разред  | 5  | 22   | 11  | 4   | 7   | 50  | 44  | 1,136 | 26  |           | Београд        |
| 1956/57. | Први „Б” Разред  | 9  | 22   | 5   | 8   | 9   | 39  | 58  | 0,672 | 18  |           | Текстилац, Зем |
| 1957/58. | Први „Б” Разред  | 12 | 24   | 8   | 3   | 13  | 41  | 58  | 0,707 | 19  |           | Синђелић, Бгд  |
| 1958/59. | Други „Ц” Разред | 2  | 22   | 13  | 6   | 3   | 58  | 33  | 1,758 | 32  |           | Палилулац, Крњ |
| 1959/60. | Први „Б” Разред  | 10 | 22   | 5   | 2   | 15  | 40  | 62  | 0,645 | 12  |           | БСК, Бгд       |
| 1960/61. | Први „Б” Разред  | 7  | 18   | 7   | 1   | 10  | 31  | 37  | 0,838 | 15  |           | Омладинац, Бгд |
| 1961/62. | Први „Б” Разред  | 5  | 17   | 7   | 4   | 6   | 39  | 28  | 1,393 | 18  |           | Спорт, Бгд     |
| 1962/63. | Први „Ц” Разред  | 2  | 19   | 15  | 2   | 2   | 58  | 27  | 2,148 | 32  |           | Бродоградитељ  |
| Укупно   | Укупно           |    | 228  | 97  | 42  | 89  | 478 | 466 | 1,026 | 236 |           |                |

| Сезона   | Лига                            | М | Одиг | Поб | Нер | Пор | ДГ  | ПГ  | ГР  | Бод | Бр. Глед.       | Првак            |
| 1963/64. | Први „Ц” Разред                 | 2 | 18   | 14  | 2   | 2   | 110 | 12  | 98  | 30  |                 | БСК, Бгд         |
| 1964/65. | Друга Београдска лига „Б” група | 1 | 26   | 18  | 3   | 5   | 93  | 35  | 58  | 39  |                 | Палилулац, Крњ   |
| 1965/66. | Прва Београдска лига            | 4 | 26   | 10  | 9   | 7   | 35  | 26  | 9   | 29  |                 | ИМ Раковица, Бгд |
| 1966/67. | Прва Београдска лига            | 4 | 26   | 10  | 8   | 8   | 32  | 31  | 1   | 28  |                 | Искра, Барич     |
| 1967/68. | Прва Београдска лига            | 5 | 26   | 11  | 6   | 9   | 39  | 29  | 10  | 28  |                 | Слобода, Бгд     |
| 1968/69. | Прва Београдска лига            | 8 | 26   | 8   | 8   | 10  | 40  | 34  | 6   | 24  | 3.320 (:11) 302 | ПКБ, П.С.        |
| 1969/70. | Прва Београдска лига            | 9 | 26   | 7   | 10  | 9   | 21  | 19  | 2   | 24  | 5.650 (:13) 435 | Рад, Бгд         |
| Укупно   | Укупно                          |   | 174  | 78  | 46  | 50  | 370 | 186 | 184 | 202 | 8.970 (:24) 374 |                  |

### За сезоне 1970/71 — 1979/80.
| Сезона   | Лига                     | М      | Одиг | Поб | Нер | Пор | ДГ  | ПГ  | ГР  | Бод | Бр. Глед.        | Првак             |
| 1970/71. | Прва Београдска лига     | 3      | 26   | 11  | 8   | 7   | 36  | 23  | 13  | 29  |                  | БАСК, Београд     |
| 1971/72. | Прва Београдска лига     | 12     | 30   | 9   | 9   | 12  | 35  | 37  | -2  | 27  |                  | Железник, Бгд     |
| 1972/73. | Прва Београдска лига     | 12     | 30   | 8   | 9   | 13  | 37  | 48  | -11 | 25  | 4.100 (:15) 273  | Београд           |
| 1973/74. | Прва Београдска лига     | 5      | 30   | 13  | 9   | 8   | 33  | 21  | 12  | 35  |                  | Графичар, Београд |
| 1974/75. | Прва Београдска лига     | 8      | 30   | 9   | 13  | 8   | 40  | 43  | -3  | 31  |                  | Кнежевац, Кнеж    |
| 1975/76. | Прва "А" Београдска лига | 9      | 26   | 8   | 9   | 9   | 38  | 32  | 6   | 25  |                  | Трудбеник, Бгд    |
| 1976/77. | Прва "А" Београдска лига | 3      | 26   | 12  | 10  | 4   | 42  | 24  | 18  | 34  | 3.700 (:12) 308  | Дорћол, Београд   |
| 1977/78. | Прва "А" Београдска лига | 12     | 26   | 4   | 8   | 14  | 22  | 39  | -17 | 16  | 2.750 (:13) 212  | Хајдук, Београд   |
| 1978/79. | Прва "А" Београдска лига | 2      | 26   | 18  | 2   | 6   | 54  | 34  | 20  | 38  | 4.950 (:10) 495  | Дунавац, Гроцка   |
| 1979/80. | Прва "А" Београдска лига | 6      | 26   | 10  | 9   | 7   | 41  | 27  | 14  | 29  | 3.350 (:10) 335  | БСК, Батајница    |
| Укупно   | Укупно                   | Укупно | 276  | 102 | 86  | 88  | 378 | 328 | 50  | 289 | 18.800 (:60) 313 |                   |

### За сезоне 1980/81 — 1989/90.
| Сезона   | Лига                 | М      | Одиг | Поб | Нер   | Пор | ДГ  | ПГ  | ГР  | Бод | Бр. Глед.        | Првак          |
| 1980/81. | Прва Београдска лига | 3      | 26   | 13  | 5     | 8   | 50  | 33  | 17  | 31  | 3.650 (:12) 304  | Срем, Јаково   |
| 1981/82. | Прва Београдска лига | 5      | 30   | 11  | 11    | 8   | 54  | 39  | 15  | 33  | 4.900 (:15) 327  | Вождовац, Бгд  |
| 1982/83. | Београдска зона      | 8      | 30   | 11  | 9     | 10  | 51  | 42  | 9   | 31  | 3.620 (:15) 241  | БСК, Батајница |
| 1983/84. | Београдска зона      | 16     | 30   | 9   | 6     | 15  | 42  | 58  | -16 | 24  | 2.550 (:13) 196  | Вождовац, Бгд  |
| 1984/85. | Прва Београдска лига | 5      | 30   | 13  | 6     | 11  | 67  | 51  | 16  | 32  |                  | ОФК Младеновац |
| 1985/86. | Прва Београдска лига | 1      | 30   | 17  | 6     | 7   | 64  | 32  | 32  | 40  |                  | Палилулац, Крњ |
| 1986/87. | Београдска зона      | 11     | 30   | 9   | 12    | 9   | 40  | 42  | -2  | 30  | 1.950 (:14) 139  | ИМТ, Н. Бг     |
| 1987/88. | Прва Београдска лига | 1      | 30   | 23  | 3     | 4   | 77  | 18  | 59  | 49  |                  | Палилулац, Крњ |
| 1988/89. | Београдска зона      | 7      | 30   | 12  | 11(2) | 7   | 50  | 33  | 17  | 26  | 3.050 (:15) 203  | Трудбеник, Бгд |
| 1989/90. | Београдска зона      | 6      | 30   | 13  | 7(2)  | 10  | 46  | 30  | 16  | 28  | 2.700 (:15) 180  | Бежанија, Бгд  |
| Укупно   | Укупно               | Укупно | 296  | 131 | 76(4) | 89  | 541 | 379 | 162 | 324 | 22.420 (:99) 226 |                |

### За сезоне 1990/91 — 1999/00.
| Сезона   | Лига                 | М      | Одиг | Поб | Нер   | Пор | ДГ  | ПГ  | ГР  | Бод | Бр. Глед.         | Првак            |
| 1990/91. | Београдска зона      | 10     | 30   | 12  | 7(3)  | 11  | 43  | 39  | 4   | 24  | 2.300 (:13) 177   | ИМ Раковица, Бгд |
| 1991/92. | Београдска зона      | 8      | 29   | 10  | 10    | 9   | 58  | 37  | 21  | 30  | 1.900 (:14) 136   | Будућност, Доб   |
| 1992/93. | Београдска зона      | 4      | 30   | 16  | 6     | 8   | 59  | 41  | 18  | 38  | 2.050 (:13) 158   | Хајдук, Бгд      |
| 1993/94. | Београдска зона      | 7      | 34   | 13  | 8     | 13  | 51  | 51  | 0   | 34  | 4.130 (:17) 243   | Београд          |
| 1994/95. | Београдска зона      | 1      | 38   | 27  | 6     | 5   | 101 | 26  | 75  | 87  | 8.950 (:18) 497   | Палилулац, Крњ   |
| 1995/96. | Српска лига „Север”  | 1      | 34   | 24  | 7     | 3   | 88  | 20  | 68  | 79  | 4.950 (:17) 291   | Палилулац, Крњ   |
| 1996/97. | Друга лига СРЈ Исток | 2      | 34   | 21  | 3     | 10  | 67  | 33  | 34  | 66  | 6.100 (:16) 381   | Приштина         |
| 1997/98. | Друга лига СРЈ Исток | 11     | 34   | 14  | 9     | 11  | 51  | 43  | 8   | 51  | 3.300 (:16)206    | Милиционар, Бгд  |
| 1998/99. | Друга лига СРЈ Исток | 17     | 21   | 3   | 2     | 16  | 27  | 71  | -44 | 11  | 2.150 (:10) 215   | Чукарички, Бгд   |
| 1999/00. | Друга лига СРЈ Север | 18     | 34   | 4   | 2     | 28  | 17  | 84  | -67 | 14  | 5.200 (:15) 347   | Београд          |
| Укупно   | Укупно               | Укупно | 318  | 144 | 60(3) | 114 | 562 | 445 | 117 | 294 | 41.030 (:149) 275 |                  |

### За сезоне 2000/01 — 2014/15.
| Сезона   | Лига                                    | М                                       | Одиг                                    | Поб                                     | Нер                                     | Пор                                     | ДГ                                      | ПГ                                      | ГР                                      | Бод                                     | Бр. Глед.                               | Првак                                   |
| 2000/01. | Српска лига Београд                     | 4                                       | 34                                      | 19                                      | 7                                       | 8                                       | 40                                      | 26                                      | 14                                      | 64                                      | 3.550 (:15) 237                         | Младеновац                              |
| 2001/02. | Српска лига Београд                     | 17                                      | 34                                      | 10                                      | 8                                       | 16                                      | 31                                      | 52                                      | -21                                     | 38                                      | 2.600 (:16) 163                         | Дорћол, Бгд                             |
| 2002/03. | Београдска зона                         | 8                                       | 34                                      | 14                                      | 5                                       | 15                                      | 45                                      | 55                                      | -10                                     | 47                                      | 1.860 (:16) 116                         | Полет, Мир                              |
| 2003/04. | Београдска зона                         | 12                                      | 34                                      | 10                                      | 11                                      | 13                                      | 32                                      | 43                                      | -11                                     | 41                                      | 1.430 (:17) 84                          | Колубара, Ла                            |
| 2004/05. | Београдска зона                         | 7                                       | 32                                      | 11                                      | 12                                      | 9                                       | 37                                      | 30                                      | 7                                       | 42                                      | 2.100 (:16) 131                         | Срем, Јаково                            |
| 2005/06. | Београдска зона                         | 1                                       | 34                                      | 23                                      | 7                                       | 4                                       | 72                                      | 29                                      | 43                                      | 76                                      | 3.300 (:17) 197                         | Палилулац, Крњ                          |
| 2006/07. | Српска лига Београд                     | 9                                       | 34                                      | 13                                      | 6                                       | 15                                      | 38                                      | 43                                      | -5                                      | 45                                      | 3.500 (:16) 219                         | Хајдук, Београд                         |
| 2007/08. | Српска лига Београд                     | 5                                       | 30                                      | 13                                      | 6                                       | 11                                      | 45                                      | 44                                      | 1                                       | 45                                      | 2.700 (:15) 180                         | Колубара, Ла                            |
| 2008/09. | Српска лига Београд                     | 10                                      | 30                                      | 9                                       | 9                                       | 12                                      | 28                                      | 36                                      | -8                                      | 36                                      | 3.550 (:15) 237                         | Земун                                   |
| 2009/10. | Српска лига Београд                     | 10                                      | 30                                      | 9                                       | 11                                      | 10                                      | 31                                      | 33                                      | -2                                      | 38                                      | 2.580 (:15) 172                         | БАСК, Бгд                               |
| 2010/11. | Српска лига Београд                     | 14                                      | 30                                      | 11                                      | 5                                       | 14                                      | 28                                      | 27                                      | 1                                       | 37                                      | 1.350 (:14) 96                          | Младеновац                              |
| 2011/12. | Београдска зона                         | 11                                      | 34                                      | 12                                      | 7                                       | 15                                      | 51                                      | 49                                      | 2                                       | 43                                      | 1.335 (:16) 83                          | Будућност, Доб                          |
| 2012/13. | Београдска зона                         | 13                                      | 32                                      | 10                                      | 6                                       | 16                                      | 38                                      | 50                                      | -12                                     | 36                                      |                                         | Локомотива, Бгд                         |
| 2013/14. | Београдска зона                         | 11                                      | 30                                      | 10                                      | 6                                       | 14                                      | 21                                      | 34                                      | -13                                     | 36                                      | 850 (:13) 64                            | ИМТ, Нови Бгд                           |
| 2014/15. | Први тим Палилулца одустао од такмичења | Први тим Палилулца одустао од такмичења | Први тим Палилулца одустао од такмичења | Први тим Палилулца одустао од такмичења | Први тим Палилулца одустао од такмичења | Први тим Палилулца одустао од такмичења | Први тим Палилулца одустао од такмичења | Први тим Палилулца одустао од такмичења | Први тим Палилулца одустао од такмичења | Први тим Палилулца одустао од такмичења | Први тим Палилулца одустао од такмичења | Први тим Палилулца одустао од такмичења |
| Укупно   | Укупно                                  | Укупно                                  | 452                                     | 174                                     | 106                                     | 172                                     | 537                                     | 551                                     | -14                                     | 624                                     | 30.705 (:201) 153                       |                                         |

### За сезоне 2019/20. — 2024/25.
| Сезона   | Лига                  | М      | Одиг | Поб | Нер | Пор | ДГ  | ПГ  | ГР | Бод | Бр. Глед.   | Првак                     |
| 2019/20. | МОЛ Београд група „Б” | 10     | 13   | 3   | 4   | 6   | 19  | 25  | -6 | 13  | 400 (:5) 80 | Поштар 1930, Београд      |
| 2020/21. | МОЛ Београд група „Б” | 2      | 22   | 16  | 3   | 3   | 55  | 23  | 32 | 51  |             | Сити Спорт Клуб, Ковилово |
| 2021/22. | МОЛ Београд група „Б” | 2      | 24   | 9   | 2   | 13  | 49  | 40  | 9  | 29  |             | КФК Равна гора, Земун     |
| 2022/23. | МОЛ Београд група „Б” | 6      | 20   | 10  | 1   | 9   | 42  | 32  | 8  | 31  |             | ПКБ Ковилово, Ковилово    |
| 2023/24. | МОЛ Београд група „Б” | 2      | 18   | 14  | 0   | 4   | 49  | 21  | 28 | 42  |             | Т6 НИКА Лепушница, ГР     |
| 2024/25. | МОЛ Београд група „Б” | 9      | 20   | 6   | 3   | 11  | 34  | 40  | -6 | 21  |             | Београд Карабурма         |
| Укупно   | Укупно                | Укупно | 117  | 58  | 13  | 46  | 246 | 181 | 65 | 187 | 400 (:5) 80 |                           |

## Статистика Првог тима за такмичарске године 1926 — 2025.
| Сезоне     | Одиг  | Поб | Нер | Пор | ДГ    | ПГ    | ГР  | Бод   | Бр. Глед.          | Коментар                                |
| 1926—1952. | 303   | 125 | 51  | 118 | 626   | 552   | 74  | 321   |                    |                                         |
| 1952—1970. | 402   | 175 | 88  | 139 | 848   | 652   | 196 | 438   | 8.970 (:24) 374    |                                         |
| 1970—1980. | 276   | 102 | 86  | 88  | 378   | 328   | 50  | 289   | 18.800 (:60) 313   |                                         |
| 1980—1990. | 296   | 131 | 76  | 89  | 535   | 380   | 155 | 324   | 22.420 (:99) 246   |                                         |
| 1990—2000. | 318   | 144 | 60  | 114 | 562   | 445   | 117 | 294   | 41.030 (:149) 275  |                                         |
| 2000—2015. | 452   | 174 | 106 | 172 | 537   | 551   | -14 | 624   | 30.705 (:201) 153  | 2014/15. Први тим одустао од такмичења. |
| 2019—2025. | 117   | 58  | 13  | 46  | 246   | 185   | 65  | 187   | 400 (:5) 80        |                                         |
| Укупно     | 2.164 | 909 | 480 | 766 | 3.732 | 3.089 | 642 | 2.477 | 122.325 (:538) 227 |                                         |

## Статистика Првог тима по резултатима
| Преглед по резултатима за период од 1952. до 2014. |      |      |     |     |     |    |    |    |
| #                                                  | Рез. | БрУ. | Поб | Нер | Пор | ДГ | ПГ | ГР |

|     |      |       |     |     |     |       |       |     |
| --- | ---- | ----- | --- | --- | --- | ----- | ----- | --- |
| 1.  | 0:0  | 127   |     | 127 |     |       |       |     |
| 2.  | 1:0  | 234   | 113 |     | 121 | 113   | 121   | -8  |
| 3.  | 1:1  | 141   |     | 141 |     | 141   | 141   |     |
| 4.  | 2:0  | 145   | 93  |     | 52  | 186   | 104   | 82  |
| 5.  | 2:1  | 196   | 93  |     | 103 | 289   | 299   | -10 |
| 6.  | 2:2  | 64    |     | 64  |     | 128   | 128   |     |
| 7.  | 3:0  | 103   | 61  |     | 42  | 183   | 126   | 57  |
| 8.  | 3:1  | 103   | 56  |     | 47  | 215   | 197   | 18  |
| 9.  | 3:2  | 68    | 17  |     | 51  | 153   | 187   | -34 |
| 10. | 3:3  | 33    |     | 33  |     | 99    | 99    |     |
| 11. | 4:0  | 52    | 30  |     | 22  | 120   | 88    | 32  |
| 12. | 4:1  | 41    | 24  |     | 17  | 113   | 92    | 21  |
| 13. | 4:2  | 23    | 14  |     | 9   | 74    | 64    | 10  |
| 14. | 4:3  | 16    | 8   |     | 8   | 56    | 56    |     |
| 15. | 4:4  | 5     |     | 5   |     | 20    | 20    |     |
| 16. | 5:0  | 24    | 16  |     | 8   | 80    | 40    | 40  |
| 17. | 5:1  | 19    | 12  |     | 7   | 67    | 47    | 20  |
| 18. | 5:2  | 14    | 9   |     | 5   | 55    | 43    | 12  |
| 19. | 5:3  | 3     | 2   |     | 1   | 13    | 11    | 2   |
| 20. | 5:4  | 3     | 1   |     | 2   | 13    | 14    | -1  |
| 21. | 6:0  | 10    | 5   |     | 5   | 30    | 30    |     |
| 22. | 6:1  | 6     | 4   |     | 2   | 26    | 16    | 10  |
| 23. | 6:2  | 6     | 3   |     | 3   | 24    | 24    |     |
| 24. | 6:3  | 2     | 1   |     | 1   | 9     | 9     |     |
| 25. | 6:5  | 1     |     |     | 1   | 5     | 6     | -1  |
| 26. | 7:0  | 1     | 1   |     |     | 7     | 0     | 7   |
| 27. | 7:1  | 6     | 3   |     | 3   | 24    | 24    |     |
| 28. | 7:2  | 1     | 1   |     |     | 7     | 2     | 5   |
| 29. | 8:0  | 3     | 3   |     |     | 24    | 0     | 24  |
| 30. | 8:1  | 5     | 5   |     |     | 40    | 5     | 35  |
| 31. | 8:2  | 2     | 1   |     | 1   | 10    | 10    |     |
| 32. | 9:0  | 5     | 5   |     |     | 45    | 0     | 45  |
| 33. | 9:1  | 6     | 4   |     | 2   | 38    | 22    | 16  |
| 34. | 10:1 | 2     | 2   |     |     | 20    | 2     | 18  |
| 35. | 11:1 | 1     | 1   |     |     | 11    | 1     | 10  |
| 36. | 13:0 | 1     | 1   |     |     | 13    | 0     | 13  |
| 37. | 13:2 | 1     | 1   |     |     | 13    | 2     | 11  |
| 38. | 17:0 | 1     | 1   |     |     | 17    | 0     | 17  |
| 39. | 23:0 | 1     | 1   |     |     | 23    | 0     | 23  |
| ∑:  | ∑:   | 1.475 | 592 | 370 | 513 | 2.504 | 2.030 | 474 |

## Статистика Првог тима по клубовима
| Преглед по противнику за период од 1952. до 2014. |      |      |      |     |     |     |    |    |    |
| #                                                 | Грб. | Клуб | БрУ. | Поб | Нер | Пор | ДГ | ПГ | ГР |

|      |    |                            |       |     |     |     |       |       |     |
| ---- | -- | -------------------------- | ----- | --- | --- | --- | ----- | ----- | --- |
| 1.   |    | Синђелић, Београд          | 29    | 11  | 10  | 8   | 42    | 35    | 7   |
| 2.   |    | Металац, Београд           | 2     | 1   |     | 1   | 1     | 3     | -2  |
| 3.   |    | ОФК Звездара, Београд      | 24    | 7   | 6   | 11  | 25    | 31    | -6  |
| 4.   |    | ОФК Железничар, Београд    | 50    | 22  | 10  | 18  | 82    | 63    | 19  |
| 5.   |    | Спарта, Земун              | 9     | 3   | 2   | 4   | 20    | 25    | -5  |
| 6.   |    | Милутинац, Земун           | 7     | 4   | 2   | 1   | 15    | 11    | 4   |
| 7.   |    | Дорћол, Београд            | 33    | 14  | 8   | 11  | 51    | 41    | 10  |
| 8.   |    | Текстилац                  | 3     | 1   |     | 2   | 9     | 15    | -6  |
| 9.   |    | Бродарац, Нови Београд     | 13    | 3   | 6   | 4   | 21    | 23    | -2  |
| 10.  |    | Бежанија, Нови Београд     | 32    | 10  | 14  | 8   | 60    | 42    | 18  |
| 11.  |    | Млади текстилац, Београд   | 6     | 4   | 2   |     | 24    | 15    | 9   |
| 12.  |    | Јадран, Београд            | 4     | 3   | 1   |     | 3     | 0     | 3   |
| 13.  |    | Железник                   | 20    | 6   | 5   | 9   | 24    | 36    | -12 |
| 14.  |    | Кошутњак, Београд          | 2     | 1   |     | 1   | 3     | 3     | 0   |
| 15.  |    | Кнежевац, Кнежевац         | 12    | 7   | 4   | 1   | 21    | 14    | 7   |
| 16.  |    | Макиш, Београд             | 2     | 2   |     |     | 7     | 3     | 4   |
| 17.  |    | Пупин, Београд             | 3     | 2   | 1   |     | 9     | 7     | 2   |
| 18.  |    | Победа, Београд            | 9     | 6   |     | 3   | 26    | 14    | 12  |
| 19.  |    | Црвена звезда ММЛ          | 24    | 12  | 5   | 7   | 64    | 35    | 29  |
| 20.  |    | Напредак, Железник         | 2     |     | 1   | 1   | 2     | 4     | -2  |
| 21.  |    | „21. Мај“, Кнежевац        | 14    | 6   | 4   | 4   | 25    | 25    | 0   |
| 22.  |    | Младост, Кнежевац          | 2     | 2   |     |     | 9     | 0     | 9   |
| 23.  |    | Медицинар, Београд         | 2     | 1   | 1   |     | 6     | 4     | 2   |
| 24.  |    | Витез, Земун               | 2     | 1   |     | 1   | 5     | 6     | -1  |
| 25.  |    | Техничар, Београд          | 2     | 1   |     | 1   | 4     | 4     | 0   |
| 26.  |    | Вождовац, Београд          | 18    | 7   | 2   | 9   | 31    | 36    | -5  |
| 27.  |    | Пролетер, Београд          | 2     | 2   |     |     | 7     | 4     | 3   |
| 28.  |    | Херој, Јајинци             | 6     | 4   | 1   | 1   | 13    | 9     | 4   |
| 29.  |    | Земун, Земун               | 2     |     |     | 2   | 0     | 2     | -2  |
| 30.  |    | Београд, Београд           | 44    | 12  | 5   | 27  | 34    | 57    | -23 |
| 31.  |    | Шећеранац, Београд         | 3     |     | 1   | 2   | 5     | 8     | -3  |
| 32.  |    | Млади Пролетер, Београд    | 7     | 4   |     | 3   | 16    | 15    | 1   |
| 33.  |    | Младост, Београд           | 2     |     | 2   |     | 5     | 5     | 0   |
| 34.  |    | Славија Београд            | 6     | 4   | 2   |     | 12    | 6     | 6   |
| 35.  |    | Текстилац, Београд         | 2     |     |     | 2   | 0     | 6     | -6  |
| 36.  |    | Комграп, Београд           | 7     | 5   |     | 2   | 15    | 11    | 4   |
| 37.  |    | Поштар, Крњача             | 14    | 6   | 4   | 4   | 23    | 17    | 6   |
| 38.  |    | ИМТ, Нови Београд          | 37    | 8   | 13  | 16  | 41    | 69    | -28 |
| 39.  |    | Нови Београд, Нови Београд | 2     |     | 1   | 1   | 3     | 4     | -1  |
| 40.  |    | Сутјеска, Београд          | 2     | 2   |     |     | 6     | 2     | 4   |
| 41.  |    | Конструктор, Београд       | 2     |     |     | 2   | 1     | 4     | -3  |
| 42.  |    | Дијамант, Земун            | 4     | 2   |     | 2   | 9     | 8     | 1   |
| 43.  |    | Дрводељац, Забрежје        | 2     | 1   |     | 1   | 5     | 5     | 0   |
| 44.  |    | БСК, Борча                 | 19    | 9   | 3   | 7   | 39    | 25    | 14  |
| 45.  |    | Дунавац, Гроцка            | 12    | 6   | 1   | 5   | 30    | 26    | 4   |
| 46.  |    | Власина Београд            | 2     |     | 1   | 1   | 1     | 4     | -3  |
| 47.  |    | Винча                      | 30    | 11  | 11  | 8   | 70    | 37    | 33  |
| 48.  |    | Југославија, Београд       | 2     | 2   |     |     | 7     | 0     | 7   |
| 49.  |    | Елан, Београд              | 2     | 1   |     | 1   | 7     | 6     | 1   |
| 50.  |    | Спорт, Београд             | 8     | 2   | 2   | 4   | 12    | 15    | -3  |
| 51.  |    | Пољопривредник             | 2     |     | 1   | 1   | 3     | 5     | -2  |
| 52.  |    | Партизанка, Београд        | 4     | 1   | 2   | 1   | 9     | 10    | -1  |
| 53.  |    | Обилић, Београд            | 8     | 2   | 3   | 3   | 8     | 3     | 5   |
| 54.  |    | Соко, Београд              | 6     | 4   |     | 2   | 13    | 9     | 4   |
| 55.  |    | Омладинац, Београд         | 6     | 3   | 1   | 2   | 17    | 9     | 8   |
| 56.  |    | Братство, Крњача           | 20    | 8   | 6   | 6   | 34    | 30    | 4   |
| 57.  |    | „29. новембар”, Београд    | 4     | 2   |     | 2   | 28    | 8     | 20  |
| 58.  |    | Радник, Београд            | 2     | 1   | 1   |     | 3     | 0     | 3   |
| 59.  |    | Хидротехника Београд       | 9     | 7   |     | 2   | 18    | 10    | 8   |
| 60.  |    | Електрична централа Бгд    | 2     | 1   | 1   |     | 4     | 2     | 2   |
| 61.  |    | Јанко Лисјак, Београд      | 2     | 2   |     |     | 7     | 2     | 5   |
| 62.  |    | БУСК, Нови Београд         | 2     | 2   |     |     | 5     | 1     | 4   |
| 63.  |    | Душан Вукасовић            | 2     | 2   |     |     | 8     | 2     | 6   |
| 64.  |    | Борац, Земун               | 2     | 2   |     |     | 10    | 1     | 9   |
| 65.  |    | Тодор Дукин, Београд       | 2     | 1   |     | 1   | 5     | 3     | 2   |
| 66.  |    | ВСК, Вишњица               | 2     | 2   |     |     | 6     | 0     | 6   |
| 67.  |    | Блаж, Овча                 | 2     | 2   |     |     | 18    | 5     | 13  |
| 68.  |    | Дунав, Велико Село         | 4     | 4   |     |     | 39    | 1     | 38  |
| 69.  |    | Балкан, Београд            | 22    | 13  | 4   | 5   | 34    | 23    | 11  |
| 70.  |    | Јединство, Сурчин          | 18    | 6   | 6   | 6   | 38    | 30    | 8   |
| 71.  |    | Телеоптик, Земун           | 44    | 13  | 18  | 13  | 64    | 48    | 16  |
| 72.  |    | Прва искра, Барич          | 10    | 4   | 4   | 2   | 14    | 5     | 9   |
| 73.  |    | Раднички, Обреновац        | 19    | 6   | 9   | 4   | 27    | 18    | 9   |
| 74.  |    | Хајдук, Београд            | 29    | 7   | 11  | 11  | 28    | 36    | -8  |
| 75.  |    | ГСП Полет, Београд         | 40    | 15  | 15  | 10  | 63    | 52    | 11  |
| 76.  |    | ОФК Жарково, Жарково       | 33    | 11  | 12  | 10  | 38    | 37    | 1   |
| 77.  |    | БАСК, Београд              | 42    | 19  | 15  | 8   | 67    | 46    | 21  |
| 78.  |    | Рад, Београд               | 9     | 1   | 3   | 5   | 8     | 12    | -4  |
| 79.  |    | БСК, Батајница             | 22    | 9   | 6   | 7   | 29    | 19    | 10  |
| 80.  |    | ПКБ Падинска Скела         | 13    | 6   | 3   | 4   | 20    | 17    | 3   |
| 81.  |    | Чукарички, Београд         | 5     |     | 2   | 3   | 1     | 7     | -6  |
| 82.  |    | Графичар, Београд          | 40    | 11  | 10  | 19  | 37    | 53    | -16 |
| 83.  |    | Змај Земун                 | 25    | 9   | 7   | 9   | 39    | 25    | 14  |
| 84.  |    | Турбина, Вреоци            | 20    | 10  | 2   | 8   | 44    | 29    | 15  |
| 85.  |    | ТЕК, Велики Црљени         | 11    | 4   | 4   | 3   | 18    | 9     | 9   |
| 86.  |    | Трудбеник, Београд         | 27    | 11  | 7   | 9   | 23    | 23    | 0   |
| 87.  |    | Раднички ПДМ Мл            | 3     | 2   | 1   |     | 3     | 0     | 3   |
| 88.  |    | Срем Јаково                | 36    | 14  | 7   | 15  | 52    | 48    | 4   |
| 89.  |    | Подунавац, Ритопек         | 6     | 3   | 2   | 1   | 13    | 6     | 7   |
| 90.  |    | Будућност, Добановци       | 33    | 12  | 9   | 12  | 47    | 34    | 13  |
| 91.  |    | Сремчица                   | 23    | 10  | 6   | 7   | 41    | 27    | 14  |
| 92.  |    | Борац, Остружница          | 21    | 10  | 4   | 7   | 48    | 26    | 22  |
| 93.  |    | ОФК Младеновац Мл          | 15    | 3   | 4   | 8   | 14    | 24    | -10 |
| 94.  |    | Авала, Бели Поток          | 2     | 1   |     | 1   | 3     | 7     | -4  |
| 95.  |    | ИМ Раковица, Београд       | 18    | 8   | 5   | 5   | 40    | 29    | 11  |
| 96.  |    | Младост, Барошевац         | 4     | 3   |     | 1   | 19    | 5     | 14  |
| 97.  |    | Југопетрол, Београд        | 6     | 3   | 3   |     | 9     | 1     | 8   |
| 98.  |    | ОФК Бождаревац Бож         | 4     | 3   |     | 1   | 9     | 7     | 2   |
| 99.  |    | Минел Трафо Мл             | 2     | 1   | 1   |     | 9     | 3     | 6   |
| 100. |    | „25. Мај“, Ковилово        | 4     | 3   | 1   |     | 10    | 5     | 5   |
| 101. |    | Минел, Рипањ               | 4     | 2   | 1   | 1   | 11    | 0     | 11  |
| 102. |    | ОФК Уровци, Уровци         | 6     | 1   | 2   | 3   | 6     | 7     | -1  |
| 103. |    | Иван Милутиновић Кр        | 2     | 1   | 1   |     | 3     | 2     | 1   |
| 104. |    | Полицајац Београд          | 10    | 3   | 4   | 3   | 13    | 11    | 2   |
| 105. |    | Шумадинац, Бечмен          | 2     | 1   |     | 1   | 5     | 1     | 4   |
| 106. |    | Борац, Прогар              | 2     | 1   | 1   |     | 2     | 1     | 1   |
| 107. |    | Монтажа, Дорћол, Београд   | 2     | 2   |     |     | 5     | 0     | 5   |
| 108. |    | Синђелић, Угриновци        | 2     | 2   |     |     | 5     | 2     | 3   |
| 109. |    | Сопот, Сопот               | 17    | 6   | 2   | 9   | 33    | 24    | 9   |
| 110. |    | Раднички, Рудовци          | 2     |     | 1   | 1   | 2     | 3     | -1  |
| 111. |    | Врчин 91, Врчин            | 8     | 4   | 2   | 2   | 21    | 8     | 13  |
| 112. |    | Локомотива, Београд        | 15    | 6   | 4   | 5   | 26    | 24    | 2   |
| 113. |    | Младост, Умчари            | 4     | 2   | 1   | 1   | 8     | 4     | 4   |
| 114. |    | Колубара, Лазаревац        | 12    | 3   | 2   | 7   | 20    | 30    | -10 |
| 115. |    | Раднички, Пирот            | 6     | 3   |     | 3   | 13    | 9     | 4   |
| 116. |    | Цемент, Беочин             | 4     | 2   | 1   | 1   | 5     | 2     | 3   |
| 117. |    | Синђелић, Ниш              | 2     | 1   |     | 1   | 6     | 3     | 3   |
| 118. |    | Солунац БМЈ Кар            | 4     | 4   |     |     | 9     | 3     | 6   |
| 119. |    | Динамо, Панчево            | 6     | 4   |     | 2   | 11    | 6     | 5   |
| 120. |    | Бор, Бор                   | 4     | 1   | 3   |     | 4     | 3     | 1   |
| 121. |    | Приштина, Приштина         | 2     | 1   |     | 1   | 2     | 2     | 0   |
| 122. |    | Дубочица, Лесковац         | 2     | 2   |     |     | 9     | 2     | 7   |
| 123. |    | Напредак, Крушевац         | 5     |     | 1   | 4   | 4     | 9     | -5  |
| 124. |    | Железничар, Ниш            | 2     | 2   |     |     | 8     | 2     | 6   |
| 125. |    | Нови Сад, Нови Сад         | 6     | 1   | 2   | 3   | 6     | 15    | -9  |
| 126. |    | Јединство, Параћин         | 2     | 2   |     |     | 5     | 1     | 4   |
| 127. |    | Раднички, Нови Београд     | 15    | 7   | 2   | 6   | 19    | 20    | -1  |
| 128. |    | ОФК Кикинда, Кикинда       | 6     | 3   | 1   | 2   | 10    | 9     | 1   |
| 129. |    | Напредак, Кушиљево         | 2     | 2   |     |     | 7     | 1     | 6   |
| 130. |    | Младост, Апатин            | 5     | 1   |     | 4   | 5     | 21    | -16 |
| 131. |    | Вучје, Вучје               | 2     | 1   |     | 1   | 1     | 2     | -1  |
| 132. |    | Младост, Бачки Јарак       | 2     | 2   |     |     | 9     | 1     | 8   |
| 133. |    | Ресник, Ресник             | 10    | 5   | 1   | 4   | 18    | 9     | 9   |
| 134. |    | Бечеј, Бечеј               | 2     |     | 1   | 1   | 1     | 2     | -1  |
| 135. |    | ЧСК Пивара, Челарево       | 3     | 1   |     | 2   | 3     | 6     | -3  |
| 136. |    | Врбас, Врбас               | 4     |     |     | 4   | 0     | 8     | -8  |
| 137. |    | Винер Брокер НБ            | 2     | 2   |     |     | 16    | 0     | 16  |
| 138. |    | Биг Бул, Бачинци           | 2     |     |     | 2   | 0     | 10    | -10 |
| 139. |    | Кабел, Нови Сад            | 2     |     | 1   | 1   | 0     | 3     | -3  |
| 140. |    | Млади Обилић, Београд      | 6     | 3   | 2   | 1   | 9     | 7     | 2   |
| 141. |    | Полет, Миросаљци           | 6     | 1   | 2   | 3   | 4     | 9     | -5  |
| 142. |    | БПИ Пекар, Београд         | 4     | 1   | 1   | 2   | 4     | 9     | -5  |
| 143. |    | Напредак, Медошевац        | 2     |     | 1   | 1   | 3     | 5     | -2  |
| 144. |    | Посавац, Бољевци           | 10    | 2   | 3   | 5   | 15    | 24    | -9  |
| 145. |    | Шумадија, Јагњило          | 12    | 3   | 4   | 5   | 10    | 19    | -9  |
| 146. |    | Велика Крсна               | 2     | 2   |     |     | 8     | 0     | 8   |
| 147. |    | Лисовић, Лисовић           | 2     |     | 1   | 1   | 2     | 3     | -1  |
| 148. |    | Лепушница ГР               | 2     | 1   |     | 1   | 2     | 2     | 0   |
| 149. |    | Ковачевац, Ковачевац       | 4     | 2   |     | 2   | 6     | 4     | 2   |
| 150. |    | Баћевац, Баћевац           | 2     |     |     | 2   | 0     | 5     | -5  |
| ∑:   | ∑: | ∑:                         | 1.475 | 592 | 370 | 513 | 2.504 | 2.030 | 474 |

## „Црни август” 2014. за клуб
Фудбал у српској престоници добио још један шамар.
Палилулац је одустао од такмичења у Београдској зони!
У предвечерје старта нове сезоне 2014/2015, иступа клуб који је годинама, деценијама играо и те како запажену улогу на „малим” теренима Београда, али и Србије.

## "Трилогија" Палилулац (1924, 1948. и 2019)
15. јуна 1924. године Бранко Николић Либаде и његови истомишљеници су основали фудбалски клуб Палилулац под именом БСК Златибор.

1948. године Браћа Мома и Аца Кесеровић, Сингер Јовановић, Дуле Живановић „Мучкомозац” и голман Гојко Џепина у присуству Бранка Николића Либаде и Милана Марковића су активирали клуб.

Сениорска екипа је привремено неактивна од сезоне 2014/15. године. Први тим је последњу утакмицу одиграо против Лепушнице, (Глогоњски Рит) 15. јуна 2014. године и победио са 3:1.

25. августа 2019. године залагањем Вука Мусића, Војина Дворнића, Насера Рамадановског, Саша Јакшић и Дејана Данојлића, заљубљеници у зелено—бели дрес, сениорски тим је поново активан.
Прва утакмица одиграна је у Крњачи, на игралишту Палилулца. Гостовао је ПКБ, (Падинска Скела) који је победио?
Резултат није толико битан, већ је важно да је први тим Палилулца поново кренуо.

 А када један клуб има такве спортске раднике, можели се икада угасити и престати да ради?!... 

| \| Недеља 25. августа 2019. године у 16:30 часова Првенствена утакмица Међуопштинске лиге група „Б”, прво коло.[107] Игралиште Палилулца, Крњача, гледалаца око 100 Судија: Гојко Шошкић (6,5) Помоћници: Немања Росић и Дарко Пејчић (тројка из Београда) Делегат: Слободан Филиповић (Београд) \| Недеља 25. августа 2019. године у 16:30 часова Првенствена утакмица Међуопштинске лиге група „Б”, прво коло.[107] Игралиште Палилулца, Крњача, гледалаца око 100 Судија: Гојко Шошкић (6,5) Помоћници: Немања Росић и Дарко Пејчић (тројка из Београда) Делегат: Слободан Филиповић (Београд) \| Недеља 25. августа 2019. године у 16:30 часова Првенствена утакмица Међуопштинске лиге група „Б”, прво коло.[107] Игралиште Палилулца, Крњача, гледалаца око 100 Судија: Гојко Шошкић (6,5) Помоћници: Немања Росић и Дарко Пејчић (тројка из Београда) Делегат: Слободан Филиповић (Београд) \| \| Домаћин \| Резултат \| Гост \| \| ------------------------------------------------------------------------------------------------------------------------------------------------------------------------------------------------------------------------------------------------------------------------------------------------------------------------------------------------------------------------------------------------------------------------------------------------------------------------------------------------------------------ \| --------------------------------------------------------------------------------------------------------------------------------------------------------------------------------------------------------------------------------------------------------------------------------------------- \| ------------------------------------------------------------------------------------------------------------------------------------------------------------------------------------------------------------------------------------------------------------------------------------------------------------------------------------------------------------------------------------------------------------------------------------------------------------------------------------- \| \| Палилулац, Крњача - 1 Александар Јасић (6) · 2 Урош Тошковић (6) 70’ 14 Владан Билбија (—) · 3 Александар Врцељ (6) 60’ 18 Немања Манић (6) · 4 Бобан Здравковић (6,5) · 5 Петар Лукић (6) · 6 Никола Аћимовић (6) 60’ 17 Марко Пандуровић (6) · 7 Урош Јозић (6) 75’ 13 Стефан Лутовац (—) · 8 Јован Аћимовић (6,5) 40’ · 9 Александар Костић (6,5) 70’ · 10 Драгољуб Данојлић (6) 70’ 19 Ђорђе Лоцић (—) · 11. Стефан Станојевић (6) · Резерве: · 15 Младен Радовановић · 16 Филип Јовић · Тренер: Мирко Лутовац \| 1:2 (0:1) \| ‎ ПКБ, Падинска Скела - 1 Радован Антонић (6,5) · 2 Милош Радојевић (6,5) · 3 Владимир Ерчић (7) 70’ · 4 Огњен Поповић (6,5) 40’ · 5 Александар Аћимовић (7) 65’ · 6 Милутин Соковић (6,5) 55’ 60’ 17 Коста Којић (6) · 7 Владимир Стефановић (6,5) 10’ (пен.) 30’ · 8 Мирсад Хајра (6,5) · 9 Дејан Ђорђевић (6,5) 80’ 16 Никола Јанковић (—) · 10 Александар Дамњановић (7,5) · 11 Никола Ђоба (6,5) 75’ 14 Душан Тодић (—) · Резерва: · 15 Никола Анђеловић · Тренер: Владимир Гашић \| |           |                      |
| Недеља 25. августа 2019. године у 16:30 часова Првенствена утакмица Међуопштинске лиге група „Б”, прво коло. Игралиште Палилулца, Крњача, гледалаца око 100 Судија: Гојко Шошкић (6,5) Помоћници: Немања Росић и Дарко Пејчић (тројка из Београда) Делегат: Слободан Филиповић (Београд) |           |                      |
| Домаћин | Резултат  | Гост                 |
| Палилулац, Крњача | 1:2 (0:1) | ‎ ПКБ, Падинска Скела |

|  | Капитен |

## Турнири

### Пехар СК „Слога”Београд1930. година[45]
Током лета и јесени 1930. године одржано је такмичење за подмладак које
организовала СК „Слога” Београд. Дародавац и предаја пехара победнику
био је г. Милан Т. Стефановић, дворски јувелир.
| М   | Клуб                | Одиг | Поб | Нер | Пор | ДГ | ПГ | ГР  | Бод |
| 1.  | Слога, Београд      | 9    | 9   | 0   | 0   | 50 | 5  | 45  | 18  |
| 2.  | Венеција, Београд   | 9    | 7   | 0   | 2   | 22 | 10 | 12  | 14  |
| 3.  | Палилулац, Београд  | 9    | 5   | 0   | 4   | 19 | 15 | 4   | 10  |
| 4.  | Тапетар, Београд    | 9    | 5   | 0   | 4   | 20 | 22 | -2  | 10  |
| 5.  | Конкордија, Београд | 9    | 4   | 0   | 5   | 17 | 16 | 1   | 8   |
| 6.  | Победа, Београд     | 9    | 4   | 0   | 5   | 23 | 25 | -2  | 8   |
| 7.  | Омладинац, Београд  | 9    | 4   | 0   | 5   | 16 | 29 | -13 | 8   |
| 8.  | Орлић, Београд      | 9    | 3   | 0   | 6   | 12 | 27 | -15 | 6   |
| 9.  | Јединство, Београд  | 9    | 2   | 0   | 7   | 8  | 20 | -12 | 4   |
| 10. | Бачка, Београд      | 9    | 2   | 0   | 7   | 13 | 31 | -18 | 4   |
|     |                     |      |     |     |     |    |    |     |     |

### Међународни Омладински Турнир — МОТ
| Заглавље меморандума турнира из 1964. године |  | Лого МОТ-а |

Палилулац је у периоду од 1961. године до 1962. године, најпре самостално, а од 1963. године до 1965. године у сарадњи са Партизаном, Београд организовао МЕЂУНАРОДНИ ОМЛАДИНСКИ ТУРНИР (МОТ). Турнир је организован под покровитељством Београдског сајма, уз одобрење Фудбалског савеза Југославије и Београдског фудбалског подсавеза.
Све утакмице на турнирима трајале су 40 минута по полувремену, док је одмор између полувремена био 10 минута, Уколко се деси да се у регуларном времену утакмица заврши нерешеним резултатом играли су се продужеци и то два пута по 10 минута уз примену уобичајених фудбалских правила што значи да се приступало извођењу једанаестераца у случају да се продужеци заврше нерешеним резултатом, а уколико резултат и после извођења једанаестераца остане нерешен, свака екипа изводи још по један једанаестерац и тако наизменично до коначне победе једног тима.
Међународни омладински турнир је поред турнира „Кварнерске ривијере“ који се одржавао у Ријеци, био најквалитетније такмичење омладинских екипа у фудбалу који су били одржавани у бившој Југославији.

Турнири су одржани:

#### (I) 24—27. августа 1961. уБеограду
| Резултати         | Резултати | Резултати |
| „Домаћин”         | Резултат  | „Гост”    |
| ----------------- | --------- | --------- |
| Вардар            | 3:2       | Динамо    |
| Партизан          | 5:1       | Палилулац |
| Партизан          | 5:2       | Вардар    |
| Динамо            | 4:0       | Палилулац |
| Победник Партизан |           |           |

| Резултати          | Резултати | Резултати     |
| „Домаћин”          | Резултат  | „Гост”        |
| ------------------ | --------- | ------------- |
| Војводина          | 6:0       | Будућност     |
| Црвена звезда      | 5:0       | Раднички      |
| Војводина          | 2:0       | Црвена звезда |
| Будућност          | ?:?       | Раднички      |
| Победник Војводина |           |               |

Финале је одиграно као предигра првенствене утакмице Партизан — ОФК Београд (2:1).
Утакмици је присуствовало 35.000 гледалаца.
| Партизан | 2:1 (1:1) | ОФК Београд |

|  | Полуфинале        | Полуфинале    |      |  | Финале            | Финале |  |
|  |                   |               |      |  |                   |        |  |
|  | 26. августа 1961. |               |      |  |                   |        |  |
|  | Партизан, Београд | 5             |      |  |                   |        |  |
|  | Вардар, Скопље    | 2             |      |  |                   |        |  |
|  |                   |               |      |  |                   |        |  |
|  |                   |               |      |  | 27. августа 1961. |        |  |
|  |                   |               |      |  | Партизан, Београд | 1(5)   |  |
|  |                   | Војводина, НС | 1(6) |  |                   |        |  |
|  |                   |               |      |  |                   |        |  |
|  |                   |               |      |  |                   |        |  |
|  |                   |               |      |  |                   |        |  |
|  | 26. августа 1961. |               |      |  |                   |        |  |
|  | Војводина, НС     | 2             |      |  |                   |        |  |
|  | Црвена звзда, Бгд | 0             |      |  |                   |        |  |

Победнику турнира, пехар СД „Палилулац”, предао Стевовић помоћник генералног директора Београдског сајма.

#### (II) 29. мај — 3. јун 1962.
| Резултати              | Резултати | Резултати |
| „Домаћин”              | Резултат  | „Гост”    |
| ---------------------- | --------- | --------- |
| Комо                   | 1:0       | Вршац     |
| Црвена звезда          | 2:1       | Вардар    |
| Вршац                  | 1:0       | Вардар    |
| Црвена звезда          | 2:0       | Комо      |
| Победник Црвена звезда |           |           |

| Резултати         | Резултати | Резултати |
| „Домаћин”         | Резултат  | „Гост”    |
| ----------------- | --------- | --------- |
| Раднички          | 8:0       | Смедерево |
| Динамо            | 1:0       | Мантова   |
| Мантова           | 2:1       | Смедерево |
| Раднички          | 4:2       | Динамо    |
| Победник Раднички |           |           |

| Резултати         | Резултати | Резултати |
| „Домаћин”         | Резултат  | „Гост”    |
| ----------------- | --------- | --------- |
| Металац           | 7:6       | Септември |
| Партизан          | ?:?       | Палилулац |
| Септември         | ?:?       | Палилулац |
| Партизан          | 4:1       | Металац   |
| Победник Партизан |           |           |

У полуфиналу је укључена Војводина (Нови Сад), победник првог турнира 1961. године
Утакмице полуфинала и финала играли су се на стадиону ОФК Београд.
|  | Полуфинале                  | Полуфинале    |   |  | Финале        | Финале |  |
|  |                             |               |   |  |               |        |  |
|  | 1. јун 1962. у 15:00 часова |               |   |  |               |        |  |
|  | Партизан, Београд           | 2             |   |  |               |        |  |
|  | Црвена звзда, Бгд           | 1             |   |  |               |        |  |
|  |                             |               |   |  |               |        |  |
|  |                             |               |   |  | 3. јун 1962.  |        |  |
|  |                             |               |   |  | Партизан, Бгд | 2      |  |
|  |                             | Војводина, НС | 0 |  |               |        |  |
|  |                             |               |   |  |               |        |  |
|  |                             |               |   |  |               |        |  |
|  |                             |               |   |  |               |        |  |
|  | 1. јун 1962. у 17:00 часова |               |   |  |               |        |  |
|  | Војводина, НС               | 2             |   |  |               |        |  |
|  | Раднички, Београд           | 1             |   |  |               |        |  |

#### () 1—5. маја 1963.
| alt1 | alt2 | alt3 | alt4 |

| Резултати          | Резултати | Резултати   |
| „Домаћин”          | Резултат  | „Гост”      |
| ------------------ | --------- | ----------- |
| Војводина          | 3:2       | ОФК Београд |
| Хонвед             | 5:0       | Вршац       |
| Вршац              | 4:2       | ОФК Београд |
| Војводина          | 3:2       | Хонвед      |
| Победник Војводина |           |             |

| Резултати        | Резултати | Резултати |
| „Домаћин”        | Резултат  | „Гост”    |
| ---------------- | --------- | --------- |
| Раднички         | 3:2       | Ријека    |
| Милан            | 0:1       | Металац   |
| Ријека           | 2:1       | Милан     |
| Металац          | 3:0       | Раднички  |
| Победник Металац |           |           |

| Резултати              | Резултати | Резултати |
| „Домаћин”              | Резултат  | „Гост”    |
| ---------------------- | --------- | --------- |
| Црвена звезда          | 3:0       | Јагодина  |
| Чепел                  | 2:1       | Палилулац |
| Палилулац              | 5:2       | Јагодина  |
| Црвена звезда          | 6:4       | Чепел     |
| Победник Црвена звезда |           |           |

| Резултати          | Резултати | Резултати |
| „Домаћин”          | Резултат  | „Гост”    |
| ------------------ | --------- | --------- |
| Септември          | 2:0       | Вардар    |
| Партизан           | 2:1       | Аустрија  |
| Вардар             | 2:0       | Аустрија  |
| Септември          | 2:0       | Партизан  |
| Победник Септември |           |           |

Полуфинале и финале играно је на стадиону ЈНА у Београду.
Финале је одиграно као предигра утакмице ОФК Београд — Партизан (1:3).
Утакмици је присуствовало 15.000 гледалаца.
| ОФК Београд | 1:3 (0:1) | Партизан |

|  | Полуфинале                   | Полуфинале         |       |  | Финале                       | Финале |  |
|  |                              |                    |       |  |                              |        |  |
|  | субота 4. маја 1963. у 13:00 |                    |       |  |                              |        |  |
|  | Црвена звзда, Бгд            | 3                  |       |  |                              |        |  |
|  | Септември, Софија            | 1                  |       |  |                              |        |  |
|  |                              |                    |       |  |                              |        |  |
|  |                              |                    |       |  | недеља 5. маја 1963. у 15:00 |        |  |
|  |                              |                    |       |  | Металац, Ва                  | 1 (5)  |  |
|  |                              | Црвена звезда, Бгд | 1 (4) |  |                              |        |  |
|  |                              |                    |       |  |                              |        |  |
|  |                              |                    |       |  |                              |        |  |
|  |                              |                    |       |  |                              |        |  |
|  | субота 4. маја 1963. у 15:00 |                    |       |  |                              |        |  |
|  | Војводина, Нови Сад          | 0                  |       |  |                              |        |  |
|  | Металац, Ваљево              | 1                  |       |  |                              |        |  |

#### (IV) 1—7. маја 1964.
| Четврти турнир је надмашио све досадашње. Учествовало 32 екипе из земље и иностранства. Осам градова је било домаћини такмићења по групама. 1. Бечеј 2. Вршац 3. Краљево 4. Кикинда 5. Ниш 6. Лесковац 7. Светозарево 8. Бела Црква Победник: Раднички (Ниш) (Београд) |  | Почасни одбор турнира 1. Бошко Тонев, подсекретар Савезног секретаријата за финансије СФРЈ 2. Јаша Рајтер, генерални директор Београдског сајма 3. Блажо Радунов, директор Дирекције за сировине СФРЈ 4. Ђорђе Везмар, председник Општинског одбора ССРН Савски Венац 5. Илија Радаковић, председник Уравног одбора ФК Партизан 6. Саво Мартиновић, председник Извршног одбора СД „Палилулац” |

#### () 1—5. маја 1965.
Градови домаћини турнира: Светозарево (Јагодина), Сента и Београд
Учесници турнира:
1. Партизан (Београд)
2. Црвена звезда (Београд)
3. Раднички (Београд)
4. ОФК Београд (Београд)
5. Раднички (Ниш)
6. Војводина (Нови Сад)
7. Сента
8. Јагодина
9. Палилулац (Београд)
10. Динамо (Загреб)
11. Ријека (Ријека)
12. Чепел (Чепел, Мађарска)
13. Торино (Италија)
14. Килмарнок (Килмарнок, Шкотска)
15. Аустрија (Беч, Аустрија)
16. Фортуна Диселдорф (Диселдорф, Западна Немачка)

Финале 9. маја 1965. године на стадиону ЈНА у Београду, као предигра 
Партизан (Београд) — Црвена звезда (Београд) 2:1
Победник:  Партизан (Београд)
| 1. 1961. — Војводина (Нови Сад) 2. 1962. — Партизан (Београд) 3. 1963. — Металац (Ваљево) 4. 1964. — Раднички (Ниш) 5. 1965. — Партизан (Београд) |  | 1. Вардар (Скопље) 2. Партизан (Београд) 3. Палилулац (Београд) 4. Војводина (Нови Сад) 5. Црвена звезда (Београд) 6. Раднички (Београд) |

| 1. ОФК Београд (Београд) 2. Јагодина (Светозарево) 3. Динамо (Загреб) 4. Будућност (Смедерево) 5. Вршац (Вршац) 6. Металац (Ваљево) 7. Септември (Софија, Бугарска) 8. Чепел (Чепелу, Мађарска) |  | 1. Раднички (Ниш) 2. Ријека (Ријека) 3. Комо (Комо, Италија) 4. Мантова (Мантова, Италија) 5. Милан (Милано, Италија) 6. Јувентус (Торино, Италија) 7. Торино (Торино, Италија) 8. Ланероси Виченци (Виченца, Италија) 9. Аустрија (Беч, Аустрија) 10. Хонвед (Будимпешта, Мађарска) 11. Килмарнок (Килмарнок, Шкотска) 12. Фортуна Диселдорф, Западна Немачка |

Финала ових турнира су увек били и увертире еминентних фудбалских догађаја у земљи.
Тако је финале 9. маја 1965. године, била предигра сусрета Југославија — Енглеска на стадиону ЈНА у Београду.
| Југославија | 1:1 (1:1) | Енглеска |

| СФРЈИталијаБугарскаРумунијаАустријаМађарскаШкотскаНемачка Државе из којих су далазили тимови на МОТ | БеоградЈагодина СветозаревоРаднички НишБудућност СмедеревоМеталац ВаљевоВојводина Нови СадСентаВршацБАК Бела ЦркваОдред КикиндаСлога КраљевоДубочица ЛесковацРијекаДинамо ЗагребВардар СкопљеБеоград:Црвена звезда · ОФК Београд · Палилулац · Раднички · Партизан Клубови из СФРЈ |

| РимКомоМантоваЈувентус ТориноМиланЛанероси Виченци Клубови из Италије | ЛондонКилмарнок Шкотска Уједињено Краљевство | БерлинФортуна Диселдорф Немачка | Хонвед БудимпештаЧепел Клубови из Мађарске |

| Септември Софија Бугарска | БукурештПетролул ПлоештиПрогресул Румунија | Аустрија БечАустрија Грац Аустрија |

### Међународни пионирски турнир
Беч, 11. до 18. децембра 2012. године

### Први тим

#### Нижеразредни пехар, недеља 10. септембар 1942.
Палилулац 3:3 (2:0) Славија

На игралишту Јединства одиграли су утакмицу Палилулац и Славија. Утакмица се завршила нерешено 3:3. У првом делу игре Палилулац је повео са 2:0 головима Аце Лукића, али је у другом делу дозволио Славији да преузме игру у своје „руке”, тако да је Славија успела да да три гола и да поведе са 3:2. Тек при крају лево крило Бошко Трнинић је изједначио.
Голови су дали за Славију Дрљачић 2 и Мајсторовић 1. Судио је добро Ж. Влајић. Присутно је било око 800 посматрача.

#### Диселдорф,Западна Немачка

##### 14. — 20. Јуна 1964. година
Играчи Партизана, Димитрије Давидовић Дача и Тоша Гребенаревић, били су појачања Палилулца за овај турнир.
| |  | \| Хоџић Вучковић Дворнић Божиновић Ћировић Видовић Михаиловић Гребенаревић Давидовић Трбојевић Златко Тренер: Иван Ватовец — Џине \| |
| Хоџић Вучковић Дворнић Божиновић Ћировић Видовић Михаиловић Гребенаревић Давидовић Трбојевић Златко Тренер: Иван Ватовец — Џине |  | |

##### 01. — 12. Јуна 1965. година
| Тофел Дворнић Николић Дробац Веланац Сопић Чонић Жалац Дутина Jаковљевић Видовић Тренер: др Милан Златановић Златан |

#### Фиренца,Италија1 - 11. Јунa 1967. године
| Борислав Михаиловић Бора проглашен је за најбољег играча турнира.                                                        |  | \| Хоџић Жалац Николић Веланац Тошић Камбан Јанковић Михаиловић Милићевић Вукелић Јефтић Тренер: др Милан Златановић Златан \| |
| Хоџић Жалац Николић Веланац Тошић Камбан Јанковић Михаиловић Милићевић Вукелић Јефтић Тренер: др Милан Златановић Златан |  | |

| - За друго место на турниру у Фиренци Италија 1 - 11 јуна 1967 - Милан Вукелић голгетер турнира са 4 гола, Фиренци Италија 1 - 11 јуна 1967 - Плакат за турнир који је одржан од 1. до 11. јуна 1967. у Фиренци, Италија - Плакат за финале турнира. |

### Зимски турнир у организацији „Палилулца”
| #  | Клуб | Клуб               |
| 1. |      | Вождовац, Београд  |
| 2. |      | Поштар, Крњача     |
| 3. |      | Палилулац, Крњача  |
| 4. |      | ГСП Полет, Београд |
| 5. |      | Братство, Крњача   |

| #  | Клуб | Клуб               |
| 1. |      | Палилулац, Крњача  |
| 2. |      | Поштар, Крњача     |
| 3. |      | БСК, Борча         |
| 4. |      | Трудбеник, Београд |

| Игралиште Палилулца, Крњача, гледалаца 50 Судија: Мирослав Лазић (Београд) Стрелац: 1:0 Станковић (Палилулац) | Игралиште Палилулца, Крњача, гледалаца 50 Судија: Мирослав Лазић (Београд) Стрелац: 1:0 Станковић (Палилулац) | Игралиште Палилулца, Крњача, гледалаца 50 Судија: Мирослав Лазић (Београд) Стрелац: 1:0 Станковић (Палилулац)                                                                          |
| Домаћин | Резултат | Гост |
| Палилулац, Крњача | 1:0 (0:0) | ‎ Поштар, Крњача |
| 1 Тошић · 2 Илић · 3 Бојан Игњатовић · 4 Тинтор · 5 Горан Грбавац · 6 Немања Здравковић · 7 Владимир Крстић · 8 Миливоје Исаиловић · 9 Петар Басара · 10 Александар Анђић · 11 Никола Николић · 12 Раде Шмигић · 13 Млађеновић · 14 Васиљевић · 15 Саша Станковић 80’ · 16 Чакић · 17 Драган Живковић · 18 Александар Јовић | | 1 Радојевић 2 Поповић 3 Хасановић 4 Ивић 5 Ристовић 6 Сандић 7 Цветковић 8 Радовановић 9 Перовић 10 Мишић 11 Симић 12 Бошковић 13 Зорић 14 Белеуца 15 Пантелић 16 Бодар 17 Подбулић 18 |
| --- | --- | --- |

## Председници клуба
| Година             | Име и презиме             |
| 1924. —            | Бранко Николић Либаде     |
| 1928. — 1929.      | Бошко Токин               |
| 1929. — 1930.      | Методије Петровић         |
| 1930. —            | Добривоје Ракић           |
| —                  | Др Чортановић             |
| — 1934.            | Миливоје Мирчић           |
| 1934. —            | Милош Ристић              |
| 1934. —            | Павле Мијаковић           |
| 1934. —            | Др Драгослав Б. Јовановић |
| 1935. — 1939.      | Боривоје Илић             |
| 1939. —            | Миливоје Мирчић           |
| —                  | Бора Илић                 |
| —                  | Драгољуб Стабловић        |
| 1948 . — 1950.     | Милан Марковић            |
| 50 — тих           | Љубинко Марковић          |
| 60 — тих           | Срба Мојсиловић           |
| 50 — тих, 60 — тих | Бранислав Голубовић Голуб |
| 1965. — 1968.      | Др Михаило Томић Беба     |
| 1971. — 1974.      | Милош Божић Пика          |
| 1974. — 1975.      | Проф. Миле Здравковић     |

| Година        | Име и презиме                                                 |
| ?             | Др Милан Панић                                                |
| 1981. — 1982. | Бора Ристић                                                   |
| 1982. — 1984. | Драган Ранковић Бата Рана                                     |
| 1984. — 1992. | Влада Ђорђевић II                                               |
| 1984. — 1992. | Астерије Филактов Грк                                         |
| 1984. — 1992. | Слободан Ђурђевић Ђура                                        |
| 1984. — 1992. | Милорад Стојадиновић Миша                                     |
| 1993. — 1996. | Ивица Дачић                                                   |
| 1997. — 2002. | Душан Богојевић                                               |
| 2002. — 2005. | Исаило Милићевић Иса                                          |
| 2005. — 2010. | Душан Михаљчић                                                |
| 2010. — 2014. | Вук Мусић                                                     |
| 2010. — 2020. | Димитрије Филактов Миша Предсдник Спортског Друштва Палилулац |
| 2014. — 2017. | Војин Дворнић Дворна                                          |
| 2017. —       | Дејан Данојлић                                                |
| 2020. — 2021. | Александар Јакшић Предсдник Спортског Друштва Палилулац       |
| 2024. —       | Мирко Филактов Предсдник Спортског Друштва Палилулац          |

| Војин Дворнић Дворна | Војин Дворнић Дворна био је играч, тренер, члан управе, одан Палилулцу у најтежим данима клуба. Био је председник конференције Српске лиге Београда у два мандата 2008. и 2009. године, као и председник конференције Београдске зоне у три мандата 2010, 2011. и 2012. године. | Др Драгослав Б. Јовановић | Др Драгослав Б. Јовановић (Београд, 4. децембар 1886 — Београд, 16. јул 1939), доктор права, професор Правног факултета и ректор Универзитета у Београду oд 1936. до 1939. године. Почасни председник клуба 1934. године. |

## Управа
- Бањац Марко
- Божиновић Божа Нена
- Божић Милош Пика
- Бојић Душан
- Вигњевић Раде
- Газдић Града
- Грујић Срета
- Давидовић Предраг
- Данојлић Дејан
- Дворнић Војин Дворна
- Сава Драговић
- Ђорђевић Владимир [115]
- Ђорђевић Владимир
- Ђорђевић Љубомир
- Ђурашковић Зоран
- Ђурђевић Слободан Ђура
- Живановић Душан „Мучкомозац”
- Живковић Миланко
- Илић Александар (1940)
- Илић Боривоје [120]
- Костић Костантин Кокан[дд]
- Мартиновић Саво
- Милићевић Исаило Иса
- Милојковић Јован
- Милутиновић Иван Кањец
- Михајловић Петар Пера
- Мусић Вук
- Николић Бранко Либаде[дђ][118]
- Николић Миодраг (1936)
- Петковић Ратко
- Радивојевић Љубиша
- Ракић Добривоје
- Рамадановски Насер
- Саковић Братимир
- Симић Милан Симке
- Спасић Растко
- Стаменковић Милан Цуја
- Стојадиновић Милорад Миша
- Стојановић Танасије [121]
- Филактов Астерије Грк
- Чича Миодраг

| Функција                        | Име и презиме         | Занимање                          |
| Председник                      | Бошко Токин           | Новинар                           |
| Потпредседник                   | Методије Петровић     | Трговац                           |
| Први секретар                   | Драгољуб Малетић      | Медецинар                         |
| Други секретар                  | Бранко Илић           | Трговац                           |
| Благајници                      | Драгутин Михаиловић   | Банкарски чиновник                |
| Благајници                      | Мика Бесарабић        | Фризер                            |
| Вођа фудбалске секције и економ | Миланко Живановић     | Електричар                        |
| Вођа фудбалске секције и економ | Богољуб Илић          |                                   |
| Чланови управе                  | М. Карфик             | Инжињер                           |
| Чланови управе                  | Воја Вељковић         | Студент философије                |
| Надзорни одбор                  | Радомир Јовановић     | Правник                           |
| Надзорни одбор                  | Никола Малетић        | Електро—механичар                 |
| Капитен првог тима              | Слободан Милкић       | Ђак                               |
| Почасни председници             | Милан Ивковић         | Индустријалац                     |
| Почасни председници             | Драгослав Војновић    | Секретар државне железнице        |
| Почасни председници             | Бошко Чупић           | Индустријалац                     |
| Почасни председници             | Миодраг Стевановић    | Зубни лекар                       |
| Почасни чланови                 | Јован Ружић           | Виши чиновник Дирекције Железнице |
| Почасни чланови                 | Др Михаило Андрејевић | Лекар                             |
| Почасни чланови                 | Пера Чупић            |                                   |
| Почасни чланови                 | Пасквале Гроси        | Кројач                            |
| Почасни чланови                 | Марко Шрајбер         | Индустријалац                     |
| Почасни чланови                 | Воја Катунац          | Начелник Министарства Финансија   |
| Почасни чланови                 | Јеша Шапоњић          | Бравар                            |
| Почасни чланови                 | Ђока Вељковић         | Економиста                        |
| Почасни чланови                 | Миодраг Зарић         | Судија                            |
|                                 |                       |                                   |

| У нову управу су ушли: |                          |
| Функција               | Име и презиме            |
| Председник             | г. Павле Мијаковић       |
| Први подпреседник      | г. Бора Илић             |
| Други подпреседник     | г. Драгољуб Стабловић    |
| Секретар               | г. Бранко Николић Либаде |
| Благајник              | г. Кокан Костић          |
|                        |                          |

## Тренерипрвог тима
- Божиновић Ненад
- Борозан Ранко[122]
- Брновић Душан
- Ватовец  Иван Џине
- Вишњић  Гојко Лика
- Глоговац Стева
- Голубовић Бранислав Голуб
- Грујић Милош
- Данојлић Дејан
- Дворнић Војин Дворна
- Димитровски Бранислав Диме
- Ђорђевић Љуба Џин
- Живановић Дуле „Мучкомозац”
- Живковић Кики
- Златановић Др Милан Златан
- Ивановић Марко
- Ивановић Михајло
- Јефтић Јован Јоле
- Јовановић Драгомир
- Јовић Славко
- Јоксић Милош
- Калембер Ненад
- Кнежевић Мирослав
- Крајтер Васа
- Лутовац Мирко
- Марјановић Драган
- Матановић Ненад
- Милановић  Милан Шваба
- Милутиновић  Иван Кањец
- Митић Благоје
- Митровић Буца
- Михајловић Драгош
- Мрваљевић Зоран
- Мучибабић Драган
- Остојић Милољуб
- Петковић Ратко
- Протић Драгован
- Протић Радован
- Пфандлер Андрија
- Радисављевић Раде Кондор[дј]
- Радић
- Рамадановски Насер
- Роксандић Бранко Рокса
- Симовић Драган
- Симоновић Драган
- Стојановић Дане
- Трифуновић Александар [123]
- Рамадани  Хезирђан Киза
- Хелц Мирослав
- Шемсединовић Рашид Рале

## Палилулци памте

### Александар Петровић Пикавац
Рођен 8. IX 1914. у Рачи Крагујевачкој, умро 31. јула 1987. у Суботици.
Почео је да игра фудбал 1930. у Палилулцу, 1932 прешао у Чукарички, од 1935. до 1943. у СК Југославији.
Због повреде је паузирао до 1946, када је прешао у новосадску Војводину. Са 51 постигнутим голом,
шести је на листи најбољих голгетера предратних шампионата.
За "Б" репрезентацију одиграо је три утакмице, а за А-тим девет, прву 22. маја 1938, а последњу 22. септембра 1940. и дао пет гола. Био је учесник чувене утакмице Југославија — Енглеска 2:1 (1:0) одиграна 18. маја 1939. године у Београду.
Био је члан екипе која је освојила сребрну медаљу на летњим олимпијским играма одржаним у Лондону 1948. године. Репрезентација Југославије је на овом турниру одиграла укупно четири утакмице, од којих је три победила и доживела један пораз. Постигла је укупно 13 голова а примила 6. Најбољи стрелац у репрезентацији на овом турниру је био Стјепан Бобек са 4 постигнута гола.
Утакмице репрезентације Југославије у којима је наступао:
| Датум      | Домаћин     | Резултат  | Гост         | Гол |
| 22.05.1938 | Италија     | 4:0 (2:0) | Југославија  |     |
| 29.05.1938 | Белгија     | 2:2 (1:1) | Југославија  | Гол |
| 28.05.1938 | Југославија | 1:3 (0:2) | Чехословачка |     |
| 06.09.1938 | Југославија | 1:1 (1:0) | Румунија     | Гол |
| 26.02.1939 | Трећи рајх  | 3:2 (1:2) | Југославија  | Гол |
| 18.05.1939 | Југославија | 2:1 (1:0) | Енглеска     |     |
| 04.06.1939 | Југославија | 1:2 (0:1) | Италија      | Гол |
| 31.03.1940 | Румунија    | 3:3 (2:2) | Југославија  |     |
| 22.09.1940 | Југославија | 1:2 (1:1) | Румунија     | Гол |

Дрес репрезентације Београда облачио је 14 пута.
Када је окачио копачке о клин 1950. године посветио се тренерском послу. Највећи успех постигао је као тренер
Црвенке, с којом је 1970. ушао у Прву лигу Југославије.

### Растко Спасић
|                                 |
| Спомен плоча на згради у Крњачи |

### Чика Брана
|  | Бранислав Голубовић Брана (Крушевац 14. октобра 1924. — 5. марта 2000. Београд) човек број један у богатој историји клуба. Након окончања ратних дејстава 1948. године чика Брана је учествовао у поновном активирању клуба Био је играч, тренер, дугогодишњи председник клуба и све што је било потребно за клуб. И земљиште на коме је данас стадион Палилулца припадало је чика Брани. За чика Брану породица је била на првом место, а Палилулац на другом. Палилулац му је био други дом и био му је одан све до краја живота. |

### Др Милан Златановић Златан
Легендарни тренер Палилулца који је несебично давао целог себе за најлепшу споредну ствар на свету, рођен у Крушевци 1932. године преминуо у Београду 2006. године.
Играчку каријеру почео је у подмлатку Напретка, а и играо је и за први тим Крушевљана, 1952. године кад се такмичио у Првој лиги старе Југославије.
По доласку у Београд играо је за млади тим Црвене звезде, а потом за Медеционар и Палилулац.
После завршетка играчке каријере, определио се за тренерски посао. Већи део посла, посветио је раду са млађим категоријама.
Био је специјалиста за обуку младих играча.
Највећи део тренерске каријере, дуже од 30 година, провео радећи у Палилулцу.
Под његовим истанчаним осећајем за проналазак даровитих дечака изашли су многи врхунски играчи „малог” и „великог” београдског фудбала.
На омладинском турниру у Ваљеву 1961. запазио је крхког дечака, који је касније постао најбољи играч у поратном периоду ове земље, Драган Џајић.
И као пензионер, обилазио је београдске терене, гледајући утакмица свих рангова и бивао срећан уколико би запазио неког даровитог клинца.
Један је од оних који су свим својим бићем припадали фудбалу.

### Пика
|  | Милош Божић Пика (Београд 1932. — 2019. Београд) преминуо је у 87. години, најстарији члан Палилулца. У Палилулац је крочио давне 1950. године и оста веран до свога краја. Био је првотимац, члан управе и у два мандата председник клуба. Упркос болести, до последњег дана интересовао се за резултате „зелено-белих”, за играче, за млађе селекције и за пријатеље клуба из Крњаче. |

                                   Тридесет година слободе 1944—1974.
|  |  |

### Ђорђе Радаковић (1927. — 20.08.2007.Београд)
Палилулац је остао без највернијег навијача, чика Ђорђа. Посматрао је своје љубимце и на гостовањима.
Чика Ђорђу је било свеједно да ли је сунце, киша или снег увек је био уз своје љубимце.
Није му било тешко, у својој 80-тој години, да продаје карте, да буде редар на утакмици и све што је било
потребно у клубу да се уради.

### Грк
|  | Астерије Филактов Грк (1944. – 2020. Београд) Са животне сцене отишао је Астерије Филактов својевремено ненадмашни голгетер и тадашњег зонашког друштва, популарне „транвај лиге” чије се утакмице играле пред три, четири и више хиљада гледалаца. У време најбољих ретзултата „зелених”обављао је функцију спортског директора. Каријеру је почеу у подмлатку ОФК Београд. Наступао је још за ФК Раковица и БАСК. |

### Рале
|                                                                                               | Рашид Шемсединовић Рале (11. јануар 1941. – недеља, 14. новембар 2021. Београд) Лети фудбал — Зими хокеј Био је фудбалер Палилулца, Спорта и БСК са Булбудера. Фудбалску каријер је почео као халф, на једној утакмици није било голмана тренер Гојко Вишњић Лика одредио га да брани и од тада је био незамељив голман. У изузетној богатој хокејашкој каријери био члан ХК Авала, ОХК Београд, ХК Партизан, ХК Црвена звезда и ХК Војводина. Био је репрезентативац некадашње Југославије као и њен селектор. \| Учествовао је на олимпијади: 1964. Инзбрук Аустрија 1971. пред олимпијски турнир Сапоро Јапан \| На Светским првенствима: 1965. Тампере Финска 1966. Загреб Југославија 1974. Љубљана Југославија \| |
| Учествовао је на олимпијади: 1964. Инзбрук Аустрија 1971. пред олимпијски турнир Сапоро Јапан | На Светским првенствима: 1965. Тампере Финска 1966. Загреб Југославија 1974. Љубљана Југославија |

### Лала
|  | Станко Николић Лала (1946. – недеља, 14. новембар 2021. Београд) Фудбалску каријеру почео је у млађим категоријама Војводини из Новог Сада. Када су му се родитељи преселили у Београд наставио је да игра фудбал и носио је дресове Палилулца, Слободе са Душановца, Јагодине, ... По окончању фудбалске каријере 1974. године почео је да ради у Фудбалском савезу Југославије. Радни век провео је на Теразијама 35, обишао је цеo свет и стекао нераскидива пријатељства. Учесник четири Светска (Шпанија 1982., Италија 1990., Француска 1998. и Немачка 2006.) и два Европска првенства (Француска 1984. и Белгија и Холандија 2000.), али и освајач бронзане медаље на Олимпијском играма у Лос Анђелесу 1984. године, као део екипе коју су чинили фудбалски виртуози попут Драгана Стојковића, Адмира Смајића, Боре Цветковића, Мехмеда Баждаревића, Нене Грачана, Владе Чапљића, Штефа Деверића… |

## Играчи

### БСК Златибор/СК Палилулац од 1924. године
- Антић Сретен
- Баберић Милан
- Бајић Александар
- Бакић Ђорђе
- Бојић Александар
- Бојић Д.
- Бркало Стјепан
- Величковић Александар
- Величковић Јован
- Вељановић
- Вељковић Сава
- Вуковић Александар
- Вучковић Бошко
- Вучковић Љубиша
- Вушковић Бошко
- Гајић Боривоје
- Гајић Никола
- Главички Миодраг
- Голубовић Бранислав Брана
- Димитријевић Драгиша
- Дрљагић Петар
- Дрљачић Ђ.
- Дупар Срећко
- Ђорђевић Бранислав
- Ђорђевић Душан
- Ђорђевић Љубомир Џин
- Ђорђевић Милорад
- Живковић Стеван
- Зорић Душан
- Илић Александар
- Илић Илија
- Јанковић Србислав
- ЈевтићМилоје
- Јеловац Бранислав
- Јовановић Драгослав Драган
- Јовановић Љубиша
- Јовановић Риста
- Јовановић Синиша
- Јовановић Христивоје
- Јордановић Г. Миодраг
- Лазаревић Недељко
- Лукић Александар Аца
- Кабиљо Ј. Давид
- Кандић Јовица
- Кажић Стеван
- Качеванда Мирко
- Кнежевић Мирослав
- Кожић
- Коларевић Божидар
- Коларић Б.
- Костић Ж.
- КостићКонстантин
- Кузмановић (млађи)
- Кузмановић Живорад
- Куртовић Н. Риста
- Максимовић  Миленко Милан
- Марјановић Коста
- МарјановићЉубомир
- Марјановић М. Ратко
- Машић Ј. Илија
- Мерле Јован
- Милановић Драгољуб
- Милкић Слободан
- Милић Боривоје Бата
- Милованчевић Драгољуб
- МилосављевићМилорад
- Миљковић
- Миросављевић Душан
- Миросављевић Милорад
- Митић Д.
- Михаиловић Димитрије
- Михајловић Боривоје
- Михајловић Димитрије
- Мунђа Драгутин
- Николић Јован
- Николић Милош
- Новак Душан
- Обојевић
- Окрајиновић Радован
- Павловић Добривоје
- Павловић Милан
- Параскевић Божидар
- Петковић Стојан
- Петровић Александар Пикавац
- Петровић Драгутин
- Петровић Илија
- Петровић Петар
- Пецић М.
- Покрајац Стева
- Поповић Александар
- Поповић Драган
- Радивојевић Ђ. Велимир Трле
- Радивојевић Љубиша
- Рецек А. Лајош А.
- Ристић Драги
- Ристић Иван
- Ристић Светолик
- Савић Михајло
- Секулић Д. Љубомир
- СтаменковићВојислав
- Стаменковић К. Драгољуб
- Стаменковић Лазар
- Стаменковић Милан Цуја
- Станковић Михајло
- Станковић Никола
- Станковић Н. Ратомир
- Станојевић Милосав
- Станојловић Милосав
- Стејић Милан
- СтефановићМиодраг
- Стојановић Бранислав Кеза
- Стојановић Душан
- Стојановић Танасије
- Тодоровић Р. Душан
- Толмичев
- Трнинић Душан
- Ћајић Милан
- Ћоћић Давид
- Филиповић М. Арсеније
- Цанковић Властимир
- Чварковић М. Живорад
- Чварковић Љубомир
- Чучковић

Слободан Милкић 1928. године био репрезентативац Другог разреда Београдског лоптачког подсавеза.

### До 1950. године
| - Алексић Срђан - Божић Милош Пика - Бојић Александар - Бојић Д. - Голубовић Бранислав Голуб - Димитријевић Д. - Ђорђевић Србобран - Живановић Душан „Мучкомозац” - Иванчевић Ш. - Ивковић М. - Кандић Ј. - Кесеревић Аца - Кесеровић Драган Мома - Кукић Небојша - ЛукићА. |  | - Милаковић Милош - Милосављевић В. Радован - Наумовић Никола - Нешић М. - Окрајинов Раде - Секулић Буца - Симоновић Миодраг - Стефановић С. - Трнинић Божидар - Трутин Иван - Ћајић Милан - Хара - Хорват Јоца - Џепина Гојко |

### Од 1950. године
- Арсенијевић А. Владимир
- Бабић Драган
- Богичевић М. Зоран
- Божиновић Б. Небојша Нена
- Божић Милош Пика
- Васиљевић Добривоје В.
- Ватовец Ј. Иван Џине
- Војводић Миленко
- Вујаклија Л. Божидар
- Вукшић С. Иван
- Вучковић Ђ. Предраг
- Гајдаш Л. Радоје Бата Каре
- Гојковић Д. Драгослав
- Ђорђевић Влада
- Зекић М. Душан
- Златановић др Милан Златан
- Игњатовић Миливоје
- Јенић М. Петар
- Јовановић Драгослав
- Јовановић М. Владимир
- Јовановић М. Ђуро
- Јовановић Синиша Сингер
- Јовичић М. Ратомир
- Југовић П. Радивоје
- Кесеровић Ненад
- Луковић Слободан
- Магдић Н. Чедомир
- Марушић М. Бранислав
- Милић Станко
- Миловац Р. Веселин
- Милосављевић В. Радован
- Миљковић В. Ратомир
- Мирко Јосимовић
- Никетић М. Томислав
- Новаковић С. Слободан
- Панић Д. Миодраг
- Пантелић М. Јован
- Плехо Ш. Шабан
- Радојчић В. Милан
- Србиновић С. Бошко
- Тасић С. Јовица
- Тијановић Никола Кинџа
- Травац Бранислав
- Цветојевић О. Љубомир
- Чупин И. Драган
- Шевић М. Слободан
- Шемсединовић А. Рашид Рале

### Од 1959. године
- Алимпијевић Мића
- Андрић Миодраг
- Анта
- Благојевић
- Божиновић Небојша Нена
- Божић Антон Чапа
- Борозан Ранко[122]
- Веланац Драгутин Бата
- Вигњевић Раде
- Видић
- Видовић Милош Видоје[131]
- Вранеш
- Вукелић Милан Вукела
- Вучићевић Небојша Ушке
- Вучковић Живорад Жикица
- Гавриловић Слободан Цоки
- Галевић
- Губеринић
- Дамјановић
- Дачић
- Дворнић Војин Дворна
- Дели Јожеф Јошка
- Жалац Мића
- Жалац Тома
- Златић Пера
- Златковић Томислав Паја
- Иванов Лала
- Ивковић Веселин Веса
- Јанковић Милан Кинез
- Јањић Пуниша Пуша
- Јегарац Миливијe Буца
- Јекић
- Јефтић Јован Јоле
- Кадриспахић Хајрудин Кадрија
- Кајганић Бошко[132]
- Камбан Слободан
- Корак Богдан
- Лазић
- Малобабић
- Марковић Веселин Веса
- Мартиновић Слободан Шуле
- Матовић
- Милићевић Исаило Иса
- Милобратић
- Миловановић
- Милошевић
- Михаиловић Борислав Бора
- Михајловић Петар Пера
- Михајловски Звонко [дљ]
- Мујагић Абдулах Муја
- Никиновић Мило
- Николић Драган
- Николић Станко Лала
- Велизар Жуча
- Новичић Одавић Миодраг
- Перовић Драган
- Пињатели Стеван
- Поповић Лаза
- Радоњић
- Сикимић
- Симеуновић Миодраг
- Сопић Душан Цале[дм][133] ,[134]
- Стефановић Ненад Неша
- Стојаковић
- Стојнић
- Божидар Танић
- Тијеглић Ђорђе Туња
- Торбица Миле Миша
- Тошић Момчило Тошке
- Трбојевић Светозар Трбоје
- Туре
- Ћировић Живко Кира
- Филактов Астерије Грк
- Филиповић
- Хоџић Мустафа Хоџа
- Милан Хрецак
- Цвијић Милан Цвија
- Чабаркапа Новак
- Чанић Раша
- Чонка Иштван
- Шемсединовић Рашид Рале

### Од 1970. године
- Анђелковић
- Аранитовић
- Баста Вранко
- Баста Раде
- Билић
- Благојевић
- Богдановић Милоје
- Илија Ика
- Бошкић Бранко Брајковић Гуле
- Вела
- Веланац Драгутин Бата
- Веселиновић Душан
- Видановић Бранисла Труча
- Видановић Рајко Шеф
- Вјетровић Мирослав[135]
- Владић
- Вукић Бранислав
- Дамјановић Миша
- ДанојлићДејан
- Дворнић Војин Дворна
- Делић
- Димитријевић Зоран
- Драмничанин
- Ђокић
- Ђорђевић Д.
- Ђорђевић М.
- Ђуковић
- Ђурђевић Слободан Ђура
- Зец
- Златић Пера
- Јакубец Рихард
- Јанковић Милан Кинез
- Јанковић Срђан Цоле
- Јанковић Срећко
- Јапунџић Милан
- Душан Куле
- Јокић Никола Јокић
- Јоцић
- Капор
- Карабаш Јонел
- Карајчић
- Карановић
- Кнежевић
- Коковић
- Колцић Ђорђе
- Колцић Миодраг Мики
- Корак Богдан
- Кречковић
- Лазаревић Слободан
- Лазовић Милоје
- Лончар Зоран
- Лутовац Мирко
- Љешњак
- Мариновић Мирослав Мића
- Марјановић Миша
- Матић
- Медић Мирослав Меда
- Миленковић Мита Чокалија
- Милићевић Исаило Иса
- Милодраговић
- Милуновић Жарко
- Милуновић Звонко
- Недељковић
- Несторовић
- Никиновић Мило
- НишавићПетар
- Новчић
- Остојић Миливоје Шари
- Павић Радисав
- Перковић
- Перовић Драган
- Перовић Зоран
- Петрашиновић
- Плавшић
- Подраповић Драган
- Поточан Раде
- Радивојевић
- Радосављевић Рајко
- Ребић Милорад Паја
- Сабиновић Божидар
- Савић
- Савичић
- Саитовић
- Селимовски
- Симић Драган Симке
- Сладојевић Живко Цезар
- Србиновић Божидар
- Стаменковић
- Стефановић Зоран Штраус
- Стојановић Зоран
- Стојковић Томислав
- Стојковски Бранко
- Стошић Стојан
- Сукоњица Бранислав
- Тасић Драгиша Гиле
- Тачи
- Тешић
- Трбојевић Светозар Трбоје
- ТршекВладислав
- Ћосић
- Урошевић
- Чолић
- Чубриловић
- Шереметовић Србољуб Срба
- Шестић
- Ђорђе Шобот

### Од 1990. године
- Алфировић Иван
- Небојша Андрић
- Аничић Драган
- Аничић Жељко
- Аранитовић Владан
- Балог Александар
- Бијеле Драган
- Бјеговић Никослав
- Благојевић
- Божовић
- Бркић
- Вавић
- Васовић  Игор
- Вела Живко
- Велиновић Небојша
- Влајић
- Вулић
- Градић Паја
- Дардић
- Делибашић
- Дјелић
- Додић Слободан
- Драмичанин Милорад
- Ђелић Милан Ђела
- Ђолић
- Ђорђевић Часлав
- Ђурић Никола
- Хаџић Есад
- Жарић Дарко
- Жерађанин Жељко
- Рајковић Звездан
- Зец Немања
- Ибрахими Мејдин
- Илијевски Дарко
- Јакшић Мирослав
- Јеврић
- Јовић Игор
- Калембер Ненад
- Кандић
- Кнежевић
- Коденовић
- Крстић Александар
- Куклић Марјан
- Куртовић Алид
- Лечић Срђан
- Ловрић Милољуб
- Лојаница
- Лунгуловић  Стеван
- Љубеновић  Стојан
- Љујић
- Мандић Милан
- Матић
- Матовић Драгомир
- Медић Мирослав Меда
- Милојевић Милош
- Милосављевић
- Момировић Александар
- Момчиловић Горан
- Мостарац Јова
- Обрадовић
- Остојић Д.
- Павичевић
- Павловић
- Перишић Предраг
- Перковић Драган
- Петковић Бобан
- Петровић
- Пешић
- Плавшић
- Плескоњић
- Полак Жељко
- Пудар Велибор
- Радивојевић  Игор
- Радиновић Вања
- Радовић
- Рајић Предраг
- Рамадани Хезирђан Киза
- Ранђеловић Влада
- Савић Зоран
- Салаховић Сеад
- Сегар
- Симић
- Смиљковић Златан
- Станојевић Миодраг
- Стојковски
- Танасковић
- Тасић Иван
- Тимотић Зоран
- Топалов  Небојша
- Тресовић
- Цветковић
- Чамџић
- Челић
- Чојбанић
- Шеган Ненад
- Шестић
- Шоргић Борис

### Од 2000. године
- Албанесе Срђан
- Алфиревић Иван
- Амановић
- Амиџић
- Андрић
- Анђић Александар
- Аничић Драган
- Аничић Жељко
- Антељ
- Аћимовић Дарко
- Ахмети
- Бабеу Кузман
- Бајић Марко
- Бакић Никола
- Баришић Марко
- Басара Петар
- Белић Немања
- Бећановић Милош
- Билбија Младен
- Билбија Никола
- Бици Зоран
- Близнаковић
- Богдановић
- Богојевски
- Божовић
- Бојовић
- Болт Богдан
- Брдаревић Драган
- Брошћанац Емануел
- Бубања Миљан
- Васиљевић
- Вранић Марко
- Врачар Дејан
- Вукадиновић Марко
- Вуковић
- Вукомановић Дејан
- Вулић
- Вулишевић
- Вуловић
- Вуровић
- Вучетић Немања
- Вучић
- Гавриловић Жељко
- Гајић Иван
- Грбавац Горан
- Гордић Љубиша
- Градић
- Грбац
- Грбић Душан
- Грујић
- Диковић Димитрије
- Добрић Драган
- Додић Милан
- Драгутиновић
- Дробњак Немања
- Дукић
- Душић Слађан
- Ђилас
- Ђорђевић Бојан
- Ђорђевић Дејан
- Ђорђевић Лазар
- Ђорђевић Милош
- Ђорђевић Стефан
- Ђурић Никола
- Ђурковић Мирко
- Ђушић Миодраг
- Емић Динко
- Ж. Ненад
- Жеравица
- Живковић Драган
- Живковић Ненад
- Заклан Борис
- Здравковић Немања Саша
- Ивановић
- Игњатовић Бојан
- Илић
- Исаиловић Миливоје
- Јаковљевић
- Јаначковић
- Јанковић Владимир
- Јањић
- Јашић Драган
- Јеринић Дејан
- Јешић Иван
- Јовановић Александар [дн]
- Јовановић С. Александар [дњ]
- Јовић Александар
- Јокановић Трипо
- Јошић Драган
- Јуренић Горан
- Карановић Горан
- Каровић Немања
- Кастратовић Александар
- Кашиковић Немања
- Кнежевић
- Ковачевић Славе
- Којић
- Константиновић
- Корица Жељко
- Костић
- Крстић Владимир
- Крстић Душан
- Крстић Станислав
- Лазић Мирко
- Лежић Игор
- Лековић Миливоје
- Ливаја Владимир
- Липовски
- Лукић
- Лутовац Мирко
- Љушковић Златко
- Максимовић Предраг
- Максић
- Мандић Милан
- Маринковић Владан
- Маринковић Милутин
- Марјановић
- Марковић
- Мартиновић Александар
- Мартиновић Душан
- Мартић Иван
- Матић М.
- Матић Славко
- Мачужић Милош
- Мијаиловић
- Милак Марко
- Милић Жељко
- Милованкић
- Милојевић
- Милошевић Јован
- Милутиновић Александар
- Миновић
- Митровић Милан
- Мићевић Горан
- Михајловић Миодраг
- Младеновић
- Млађеновић
- Мостарац Јова
- Мрђанин
- Настић Владимир
- Николић Нешић
- Николић Никола
- Новаковић Бранко
- Обрадовић
- Обреновић
- Оланреваји
- Павићевић
- Павловић Бојан
- ПавловићС.
- Пајовић Горан
- Пајовић Дарко
- Пајовић Милош
- Пановић Петар
- Пејовић
- Петковић
- Петровић Бобан
- Пешић Богдан
- Попадић Дарко
- Поповић
- Пријовић Милош
- Прчетић Бојан
- Пурковић Александар
- Пушара Немања
- Пфандлер Исидор
- Радаковић Ненад
- Радисављевић Милош
- Радичевић Дејан
- Радовановић Иван
- Радојевић Душан
- Радојчић
- Радосављевић Лазар
- Радуловић
- Ралић Кристијан
- Ристановић Александар
- Ристић Душан
- Ристић Ненад
- Ристовић Александар
- Родић Немања
- Росић Ненад
- Рудан М.
- С. Ненад
- Савић  Марко
- Симеуновић
- Симић Н.
- Симовић Гојко
- Симовић Драган
- Симоновић Драган
- Словић
- Смиљанић
- Содик
- Средојевић
- Стајковић
- Стаменковић Г.
- Стаменковић Дејан
- Станишић Стефан
- Станковић Саша
- Станојевић
- Станојчић Јован
- Стекић Мирослав
- Степановић Александар
- Стијаковић Никола
- Ступар Давид
- Ступар Милан
- Тадић
- Тимотић
- Тинтор
- Томанић Дејан
- Томанић Иван
- Томашевић Милош
- Топаловић Предраг
- Тошић Василије
- Трајковић Небојша
- Тривунџија Горан
- Тришовић
- Трнинић
- Ћапин Огњен
- Филиповић Марко
- Форгић Бојан
- Харацупијан Гари
- Рамадани Хезирђан Киза
- Христов Марко
- Хускић
- Цакић
- Цветковић
- Цојић
- Цолић
- Цукић Бранислав
- Чавановић
- Чавић Петар
- Чакић
- Чамџић Влада
- Чаравеша Немања
- Шмигић Раде
- Шћекић
- Шупут Југослав
- Шушњар Александар

### Од 2019. године
- Алексић Марко
- Анђелковић Макарије
- Аћимовић Јован
- Аћимовић Никола
- Баић Алекса 26
- Барјактаревић Лука
- Библија Младен
- Богојев Маријан
- Боровчанин Огњен
- Бугарић Павле
- Буровац Стефан
- Васић Душан
- Врцељ Александар
- Вујић Лука
- Глигоријевић Тодор
- Грујић Александар
- Данковић Владимир
- Данојлић Драгољуб
- Дино Емини
- Домај Александар
- Жарковић Немања
- Здравковић Бобан
- Зекановић Немања
- Јасић Александар
- Јовановић Даријан
- Јовановић Никола
- Јовић Филип
- Јозић Урош
- Ковачевић Стеван
- Костић Александар
- Кошутић Милан
- Лазаров Миша
- Лоцић Ђорђе
- Лукић Жарко
- Лукић Небојша
- Лукић Петар
- Лутовац Стефан
- Љевица Ибраим
- Манић Немања
- Марчетић Вукашин
- Милијаш Александар
- Милосављевић Урош
- Митровић Војкан
- Нелоски Стефан
- Нуридини Дино
- Пандуровић Марко
- Петровић Стефан
- Раданов Ненад
- Радовановић Младен
- Савић Жарко
- Санковић Марко
- Скендери Селдин
- Смољан Душан
- Станојевић Стефан
- Стекић Мирослав
- Стојадиновић Милош
- Стојановић Вељко
- Стојановић Младен
- Стошић Богдан
- Танасић Марко
- Тошковић Урош
- Ћирић Милош
- Ћурчић Данило
- Узуновић Никола
- Фијуљанин Елвис
- Чурчић Данило
- Шуљагић Лука

## Из Палилулца у веће клубове
Из Крњаче су већу фудбалску срећу потражили:
| - Новак Чабаркапа (Црвенка), - Светозар Трбојевић (Борац из Чачка, Швајцарска), - Милош Видовић Видоје(Партизан, Пролетер из Зрењанина, Спартак из Суботице) - Миодраг Одавић,(Црвена звезда, Рад), - Мустафа Хоџић (ОФК Београд), - Милан Вукелић Вукела (Куманово Македонија, Срем Сремска Митровица) - Милорад Ребић Паја (Раднички Пирот) - Божидар Танић (Раднички Пирот) - Слободан Камбан Бобан (Радник Бијељина) - Бошко Кајганић, (Слога Краљево, Црвена звезда, Галатасарај Турска)., - Мило Никиновић (Напредак Крушевац), - Мирослав Вјетровић (Хановер 96 Немачка) - Звонко Михајловски (Брегалница Штип Македонија) - Дејан Вукомановић (Ганџасар и Kaпaн Јерменија, Хапоел Катамон Јерусалем, ...) |  | - Небојша Вучићевић Ушке (ОФК Београд, Партизан, Мец, ...), - Богдан Корак (Рад, Реал Мурсија Шпанији, Форверц Штајер (Аустрија), Могрен), - Драган Аничић (Панаргиакос, Грчка), - Лазар Ђорђевић (Силекс Кратова Македонији, Кошице Словачкa, Подбрезова Словачка), - Зоран Лончар (ОФК Београд, АРИС Солун), - Никослав Бјеговић (ОФК Београд, Војводина, Црвена звезда, Пекинг Гуан, Луцерн), - Срђан Јанковић Цоле (Рад, СГ Ватеншајд 09 Бохум Немачка савезна држави Северна Рајна-Вестфалија), - Дејан Шоргић (Раднички Сомбор, Војводина) - Драган Добрић (Хајдук из Куле, Динамо из Врања...) - Мирослав Медић Меда (ОФК Београд) - Зоран Димитријевић (Црвена звезда) - Александар С. Јовановић (АГФ Орхус Данска, Уеска Шпанија....) |

- Милорад Ребић Паја[ду]
- Срђан Јанковић Цоле[дф]
- Богдан Корак[дх]
- Драган Аничић
- Мило Никиновић[дц]
- Милош Видовић Видоје[др]
- Милан Вукелић Вукела[дч]
- Божидат Танић[дџ]
- Зоран Димитријевић[дш]
- Мирослав Вјетровић[ђа]
- Мирослав Медић Меда
- Мустафа Хоџић Хоџа у дресу ОФК Београда [ђб]
- Бошко Кајганић у дресу ФК Слога Краљево, стоји други здесна 1969.

## Аматерски репрезентативци Палилулца
Поводом прославе Дана ослобођења Београда, уторак 18. октобра 1966. на игралишту Хајдука одиграла се традиционална утакмица између аматерских репрезентација Београда и Загреба 4:2 (2:1)
Репрезентативци Другог разреда БЛП 1930. — 1931.
- Љубомир Ђорђевић Џин
- Стеван Кажић
- Живорад Кузмановић
- Слободан Милкић
- Велимир Ђ. Радивојевић Трле
- Бранислав Стојановић Кнез

| Аматерска репрезентација Београда - Милан Вукелић Вукела - Драгутин Веланац Бата - Милош Видовић Видоје - Тома Жалац - Јован Јефтић Јоле - Слободан Камбан - Исаило Милићевић Иса - Борислав Михаиловић Бора - Мило Никиновић - Драган Николић - Милорад Ребић Паја - Божидар Танић Тањир - Драгиша Тасић Гиле - Мустафа Хоџић Хоџа |  | Омладинска репрезентација Београда - Милан Вукелић Вукела - Милан Јанковић Кинез - Бошко Кајганић - Исаило Милићевић Иса - Миодраг Одавић Омладинска репрезентација Југославије - Милош Видовић Видоје 1966. |  |  |